# Championnat du monde de Formule 1 2023
Navigation
2022 2024
Le championnat du monde de Formule 1 2023 est la 74e édition du championnat du monde de Formule 1. Il devait s'agir de la plus longue saison de l'histoire avec un total inédit de vingt-quatre courses au programme, comprenant l'introduction d'une troisième épreuve aux États-Unis : le Grand Prix de Las Vegas. Toutefois, le 2 décembre 2022, le Grand Prix de Chine prévu comme quatrième manche est annulé pour la quatrième saison consécutive. Puis de terribles intempéries provoquent en mai l'annulation du Grand Prix d'Émilie-Romagne, ce qui ramène le calendrier à vingt-deux courses, comme en 2021 et en 2022.
Par ailleurs six courses sprint se tiennent cette saison, les samedis des Grands Prix d'Azerbaïdjan, d'Autriche, de Belgique, du Qatar, des États-Unis et du Brésil selon une nouvelle formule qui fait du sprint une course indépendante.
La saison est entièrement dominée par Red Bull Racing qui gagne vingt-et-un des vingt-deux Grands Prix (seul Carlos Sainz Jr. les tient en échec à Singapour) pour un ratio record de 95,45%, et par son pilote Max Verstappen qui établit au volant de la RB19 une série de records sur une campagne, avec notamment dix victoires consécutives, 86,36% de premières places (dix-neuf victoires sur vingt-deux courses), vingt-et-un podiums et 1 003 tours menés pour un troisième titre mondial remporté à six courses du terme. Pour la première fois de son histoire, l'écurie dirigée par Christian Horner réussit le doublé au championnat pilotes, avec la deuxième place de Sergio Pérez qui obtient deux victoires en début de saison (Arabie saoudite et Azerbaïdjan) et monte neuf fois sur le podium. Les Red Bull terminent aux deux premières places dans six Grand Prix.  
Les écuries que l'on retrouve juste derrière Red Bull se relayent, avec Fernando Alonso pour Aston Martin en début de saison, Lewis Hamilton sur Mercedes et Lando Norris avec McLaren ensuite, et Charles Leclerc et sa Ferrari en fin d'exercice. Il est également auteur de cinq pole positions. Alors que Hamilton se classe troisième du championnat, Alonso et Leclerc finissent à égalité de points pour la quatrième place à l'avantage de l'Espagnol qui compte plus de podiums. Oscar Piastri monte deux fois consécutivement sur le podium, se classant deuxième au Qatar pour sa première saison en Formule 1, tandis que la seule autre écurie à avoir placé ses pilotes parmi les trois premiers est Alpine, avec les troisièmes places d'Esteban Ocon à Monaco et de Pierre Gasly à Zandvoort. 
Chez les constructeurs, le match pour la deuxième place dure jusqu'à la dernière course, où Mercedes réussit à conserver trois points d'avantage sur Ferrari. Deuxième force du plateau en début de saison, Aston Martin est d'abord dépassée par Mercedes, puis par Ferrari, et enfin par McLaren qui termine la campagne beaucoup mieux qu'elle ne l'a commencé. Alpine prend la sixième place, loin devant Williams qui obtient avec 28 points son meilleur classement depuis de nombreuses saisons grâce à Alexander Albon. AlphaTauri qui débarque Nyck de Vries en cours de saison et rappelle Daniel Ricciardo, se sauve de la dernière place à l'automne grâce à Yuki Tsunoda, qui mène même quelques tours de course lors de la dernière manche à Abou Dabi, où tout s'achève par des Doughnuts du vainqueur comme de tradition. 

## Repères en début de saison

### Pilotes

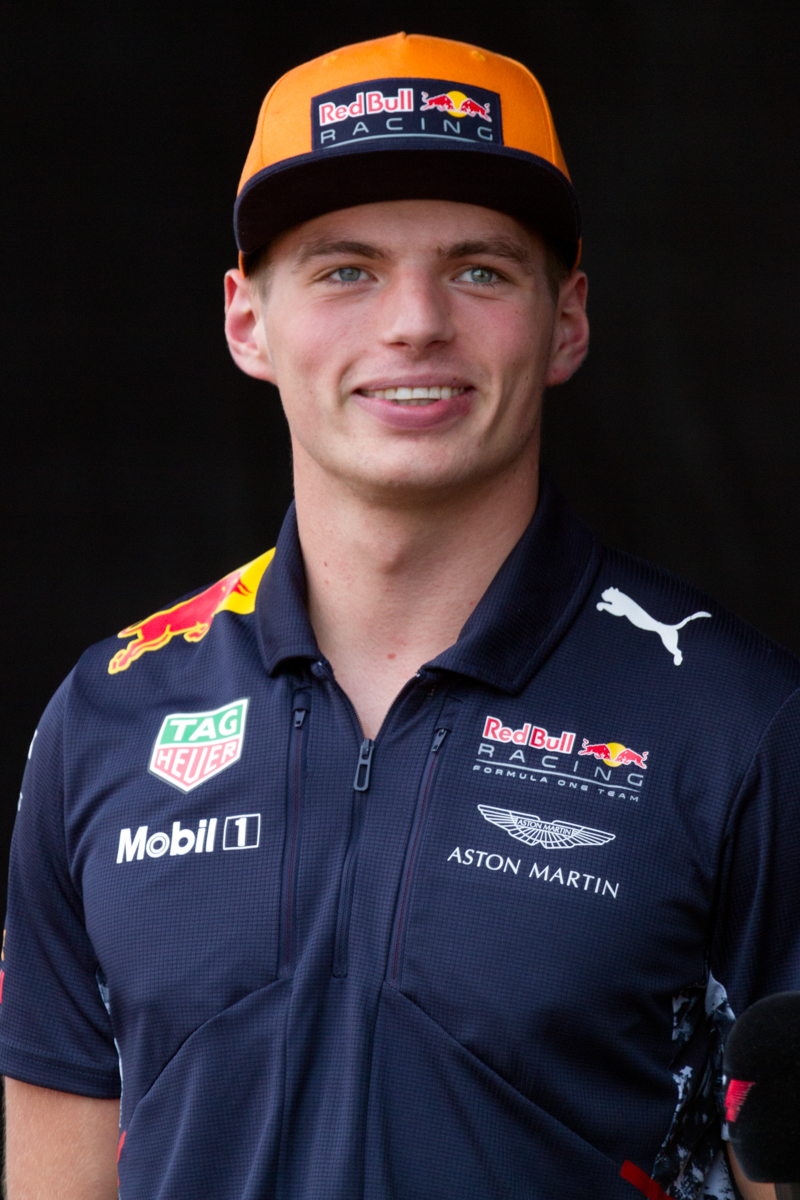
Max Verstappen, tenant du titre, champion du monde en 2021, 2022.

- Lewis Hamilton en 2008, 2014, 2015, 2017, 2018, 2019 et 2020, Fernando Alonso en 2005 et 2006 et Max Verstappen en 2021 et 2022, sont les trois champions du monde en activité ;
- Fernando Alonso, avec 356 départs en Grand Prix à l'entame de la saison, est le pilote ayant le plus d'expérience devant Lewis Hamilton (310 départs) et Sergio Pérez (235 départs) ; il dispute sa vingtième saison en Formule 1 ;
- Lewis Hamilton est le pilote engagé en 2022 totalisant le plus de points (4 405,5 points), devant Fernando Alonso (2 061 points) et Max Verstappen (2 011,5 points) ;
- Dix des vingt pilotes engagés en 2023, ont déjà remporté au moins un Grand Prix : Lewis Hamilton (103 victoires, record), Max Verstappen (35 victoires), Fernando Alonso (32 victoires), Valtteri Bottas (10 victoires), Charles Leclerc (5 victoires), Sergio Pérez (4 victoires), Pierre Gasly (1 victoire), Esteban Ocon (1 victoire), Carlos Sainz Jr. (1 victoire) et George Russell (1 victoire).

Débuts en tant que pilote titulaire :
- Oscar Piastri rejoint McLaren[1] ;
- Nyck de Vries devient titulaire chez Scuderia AlphaTauri ; il avait disputé son premier Grand Prix, avec Williams, en Italie en 2022 en tant que remplaçant d'Alexander Albon[2] ;
- Logan Sargeant rejoint Williams[3].

Départs :
- Daniel Ricciardo, non conservé par McLaren pour la saison 2023, devient réserviste chez Red Bull Racing[4],[5] ;
- Sebastian Vettel (53 victoires, 57 pole positions, quadruple champion du monde 2010, 2011, 2012 et 2013) prend sa retraite en Formule 1 après 17 saisons et 299 Grands Prix[6] ;
- Nicholas Latifi n'est pas conservé par Williams[7] ;
- Mick Schumacher, non conservé par Haas, devient réserviste chez Mercedes et McLaren[8],[9],[10].

Transferts :
- Fernando Alonso quitte Alpine et rejoint Aston Martin[11] ;
- Pierre Gasly quitte Scuderia AlphaTauri et rejoint Alpine[12].

Retours :
- Nico Hülkenberg rejoint Haas où il remplace Mick Schumacher ; il retrouve un baquet de titulaire en Formule 1 après trois années en tant que réserviste chez Racing Point et sa nouvelle structure Aston Martin où il a effectué cinq piges, en 2020 et 2022[13].

Duos de pilotes reconduits :
- Sergio Pérez et Max Verstappen chez Red Bull Racing ;
- George Russell et Lewis Hamilton chez Mercedes ;
- Charles Leclerc et Carlos Sainz Jr. chez Ferrari ;
- Valtteri Bottas et Zhou Guanyu chez Alfa Romeo.

Évolution en cours de saison :
- À partir du Grand Prix de Hongrie, Daniel Ricciardo remplace Nyck de Vries, licencié, chez AlphaTauri[14] ;
- Liam Lawson remplace temporairement, chez AlphaTauri, Daniel Ricciardo blessé en cours de saison[15].

### Écuries
|  |

- Mattia Binotto quitte la Scuderia Ferrari dont il était directeur depuis 2019[16] ;
- Frédéric Vasseur quitte Sauber-Alfa Romeo pour prendre la direction de la Scuderia Ferrari[17] ;
- Andreas Seidl quitte McLaren Racing pour prendre la direction de Sauber[18] ;
- Alessandro Alunni Bravi est promu au rang de Team Representative d'Alfa Romeo F1 Team[19] ;
- Andrea Stella est promu chez McLaren Racing au poste de Team Principal en remplacement d'Andreas Seidl[20] ;
- Jost Capito et François-Xavier Demaison quittent Williams, dont ils étaient respectivement directeur et directeur technique depuis 2021[21] ;
- James Vowles quitte la direction stratégique de Mercedes et devient Team Principal de Williams Racing[22] ;
- Honda revient en tant que fournisseur de moteurs pour Red Bull Racing et Scuderia AlphaTauri, les moteurs des deux équipes portent le nom de Honda RBPT[23] ; alors que Red Bull Powertrains avait prévu de prendre en charge l'entièreté de l'assemblage et la maintenance des moteurs à partir de cette année, il est finalement convenu que Honda poursuit son support technique jusqu'à la fin de la saison 2025[24],[25].

Évolution en cours de saison :
- Laurent Mekies quitte la Scuderia Ferrari, dont il était le directeur sportif depuis 2018, pour rejoindre la Scuderia AlphaTauri à partir de l'an prochain en tant que Team Principal[26] ;
- Diego Ioverno (en) est promu au rang de directeur sportif de la Scuderia Ferrari[27] ;
- Otmar Szafnauer est licencié par Alpine F1 Team à l'issue du Grand Prix de Belgique ; Bruno Famin assure l'intérim[28] ;
- Pat Fry directeur technique d'Alpine F1 Team quitte l'écurie pour rejoindre Williams Racing[29] ;
- Alan Permane quitte Alpine F1 Team dont il était le directeur sportif depuis 2012[28].

### Essais hivernaux
Les essais de pré-saison 2023 se tiennent une semaine avant le Grand Prix d'ouverture, à Bahreïn, sur le circuit de Sakhir, du 23 au 25 février. Ces tests se déroulent sur trois journées, en deux sessions quotidiennes, de 10 heures à 14 h 15 puis de 15 h 15 à 19 h 30, ce qui correspond à 8 h 30 de roulage par jour. Les écuries ne mettent qu'une voiture en piste, les pilotes de chaque écurie se succèdent donc au volant d'une session à l'autre,,.
Lance Stroll, blessé au poignet lors d'une chute à vélo, est remplacé par Felipe Drugovich pour les trois jours d'essais,.
| Date       | Session | Pilote le plus rapide | Équipe             | Meilleur tour  |
| ---------- | ------- | --------------------- | ------------------ | -------------- |
| 23 février | 1       | Max Verstappen        | Red Bull Racing    | 1 min 32 s 959 |
| 23 février | 2       | Max Verstappen        | Red Bull Racing    | 1 min 32 s 837 |
| 24 février | 1       | Carlos Sainz Jr.      | Scuderia Ferrari   | 1 min 32 s 486 |
| 24 février | 2       | Zhou Guanyu           | Alfa Romeo F1 Team | 1 min 31 s 610 |
| 25 février | 1       | Charles Leclerc       | Scuderia Ferrari   | 1 min 31 s 024 |
| 25 février | 2       | Sergio Pérez          | Red Bull Racing    | 1 min 30 s 305 |

## Évolution des règlements

### Règlement technique
Après une première partie de saison 2022 marquée par un phénomène d'oscillation (marsouinage ou porpoising) consécutif au concept d'effet de sol des nouvelles monoplaces, des modifications techniques sont introduites en 2023 pour lutter contre ce phénomène pouvant mettre en danger l'intégrité physique des pilotes.
La FIA adopte, mi-août 2022, des modifications sur l'arceau de sécurité en conséquence de l'accident de Zhou Guanyu lors du Grand Prix de Grande-Bretagne 2022. Le sommet de l'arceau de sécurité des monoplaces est arrondi pour éviter qu'il s'enfonce dans le sol en cas d'accident tandis que de nouveaux tests physiques et par calcul sont mis en place pour l'homologation des monoplaces 2023.
Pirelli propose un nouveau pneumatique en élargissant sa gamme de composés durs. Ainsi, le type C1 de la saison 2022 est renommé C0 tandis qu'un nouveau pneumatique légèrement moins dur prend place dans la gamme entre le C0 et le C2,. D'autre part, à partir du Grand Prix d'Emilie-Romagne, un nouveau type de pneu pluie qui ne nécessite pas l'utilisation de couvertures chauffantes sera introduit.
En marge du Grand Prix d'Azerbaïdjan, la Commission F1 porte à quatre le quota autorisé par saison du moteur à combustion interne, du turbocompresseur, du MGU-H et du MGU-K ; le quota de batteries et d'unités de contrôle électronique reste au nombre de deux,.

### Règlement sportif
Niels Wittich devient l'unique directeur de course en 2023 ; il partageait ce rôle avec Eduardo Freitas en 2022.
Six épreuves Sprint sont organisées durant ce championnat, lors des samedis des Grands Prix d'Azerbaïdjan, d'Autriche, de Belgique, du Qatar, des États-Unis et du Brésil. Elles se déroulent selon une nouvelle formule décidée en marge du Grand Prix d'Australie par la direction de la Formule 1 et les écuries, et validée par la FIA deux jours avant la tenue du Grand Prix d'Azerbaïdjan où elle est pour la première fois mise en œuvre. Le samedi devient dès lors une journée de compétition indépendante.
Le vendredi, se déroule une séance d'essais libres puis une séance de qualification attribuant la pole position et déterminant la composition de la grille de départ de la course dominicale. Le samedi, se tiennent les qualifications pour le sprint selon un format raccourci à 45 minutes (12 pour la Q1, 10 pour la Q2 et 8 pour la Q3) et sous la dénomination « sprint shootout », puis le sprint lui-même avec attribution des points allant de 8 au premier à 1 au huitième.

## Pilotes et monoplaces
| Écuries                                        | Constructeurs | Châssis                           | Moteurs    | Pneus | Directeurs d'équipe         | no | Pilotes          | Pilotes de réserve et de développement                               |
| ---------------------------------------------- | ------------- | --------------------------------- | ---------- | ----- | --------------------------- | -- | ---------------- | -------------------------------------------------------------------- |
| Oracle Red Bull Racing                         | Red Bull      | Red Bull RB19                     | Honda RBPT | P     | Christian Horner            | 1  | Max Verstappen   | Daniel Ricciardo Liam Lawson Dennis Hauger Zane Maloney Isack Hadjar |
| Oracle Red Bull Racing                         | Red Bull      | Red Bull RB19                     | Honda RBPT | P     | Christian Horner            | 11 | Sergio Pérez     | Daniel Ricciardo Liam Lawson Dennis Hauger Zane Maloney Isack Hadjar |
| Scuderia Ferrari                               | Ferrari       | Ferrari SF-23                     | Ferrari    | P     | Frédéric Vasseur            | 16 | Charles Leclerc  | Antonio Giovinazzi Robert Shwartzman                                 |
| Scuderia Ferrari                               | Ferrari       | Ferrari SF-23                     | Ferrari    | P     | Frédéric Vasseur            | 55 | Carlos Sainz Jr. | Antonio Giovinazzi Robert Shwartzman                                 |
| Mercedes-AMG PETRONAS Formula One Team         | Mercedes      | Mercedes-AMG F1 W14 E Performance | Mercedes   | P     | Toto Wolff                  | 44 | Lewis Hamilton   | Mick Schumacher Frederik Vesti                                       |
| Mercedes-AMG PETRONAS Formula One Team         | Mercedes      | Mercedes-AMG F1 W14 E Performance | Mercedes   | P     | Toto Wolff                  | 63 | George Russell   | Mick Schumacher Frederik Vesti                                       |
| BWT Alpine F1 Team                             | Alpine        | Alpine A523                       | Renault    | P     | Otmar Szafnauer Bruno Famin | 10 | Pierre Gasly     | Jack Doohan Victor Martins                                           |
| BWT Alpine F1 Team                             | Alpine        | Alpine A523                       | Renault    | P     | Otmar Szafnauer Bruno Famin | 31 | Esteban Ocon     | Jack Doohan Victor Martins                                           |
| McLaren Formula 1 Team                         | McLaren       | McLaren MCL60                     | Mercedes   | P     | Andrea Stella               | 4  | Lando Norris     | Álex Palou Mick Schumacher Will Stevens Oliver Turvey                |
| McLaren Formula 1 Team                         | McLaren       | McLaren MCL60                     | Mercedes   | P     | Andrea Stella               | 81 | Oscar Piastri    | Álex Palou Mick Schumacher Will Stevens Oliver Turvey                |
| Alfa Romeo F1 Team Stake                       | Sauber        | Alfa Romeo C43                    | Ferrari    | P     | Alessandro Alunni Bravi     | 24 | Zhou Guanyu      | Théo Pourchaire                                                      |
| Alfa Romeo F1 Team Stake                       | Sauber        | Alfa Romeo C43                    | Ferrari    | P     | Alessandro Alunni Bravi     | 77 | Valtteri Bottas  | Théo Pourchaire                                                      |
| Aston Martin Aramco Cognizant Formula One Team | Aston Martin  | Aston Martin AMR23                | Mercedes   | P     | Mike Krack                  | 14 | Fernando Alonso  | Felipe Drugovich Stoffel Vandoorne                                   |
| Aston Martin Aramco Cognizant Formula One Team | Aston Martin  | Aston Martin AMR23                | Mercedes   | P     | Mike Krack                  | 18 | Lance Stroll     | Felipe Drugovich Stoffel Vandoorne                                   |
| MoneyGram Haas F1 Team,                        | Haas          | Haas VF-23                        | Ferrari    | P     | Günther Steiner             | 20 | Kevin Magnussen  | Pietro Fittipaldi Oliver Bearman                                     |
| MoneyGram Haas F1 Team,                        | Haas          | Haas VF-23                        | Ferrari    | P     | Günther Steiner             | 27 | Nico Hülkenberg  | Pietro Fittipaldi Oliver Bearman                                     |
| Scuderia AlphaTauri                            | AlphaTauri    | AlphaTauri AT04                   | Honda RBPT | P     | Franz Tost                  | 3  | Daniel Ricciardo | Liam Lawson Dennis Hauger Zane Maloney Isack Hadjar                  |
| Scuderia AlphaTauri                            | AlphaTauri    | AlphaTauri AT04                   | Honda RBPT | P     | Franz Tost                  | 21 | Nyck de Vries    | Liam Lawson Dennis Hauger Zane Maloney Isack Hadjar                  |
| Scuderia AlphaTauri                            | AlphaTauri    | AlphaTauri AT04                   | Honda RBPT | P     | Franz Tost                  | 40 | Liam Lawson      | Liam Lawson Dennis Hauger Zane Maloney Isack Hadjar                  |
| Scuderia AlphaTauri                            | AlphaTauri    | AlphaTauri AT04                   | Honda RBPT | P     | Franz Tost                  | 22 | Yuki Tsunoda     | Liam Lawson Dennis Hauger Zane Maloney Isack Hadjar                  |
| Williams Racing                                | Williams      | Williams FW45                     | Mercedes   | P     | James Vowles                | 2  | Logan Sargeant   | Mick Schumacher Franco Colapinto Zak O'Sullivan Jamie Chadwick       |
| Williams Racing                                | Williams      | Williams FW45                     | Mercedes   | P     | James Vowles                | 23 | Alexander Albon  | Mick Schumacher Franco Colapinto Zak O'Sullivan Jamie Chadwick       |

Monoplaces du championnat 2023
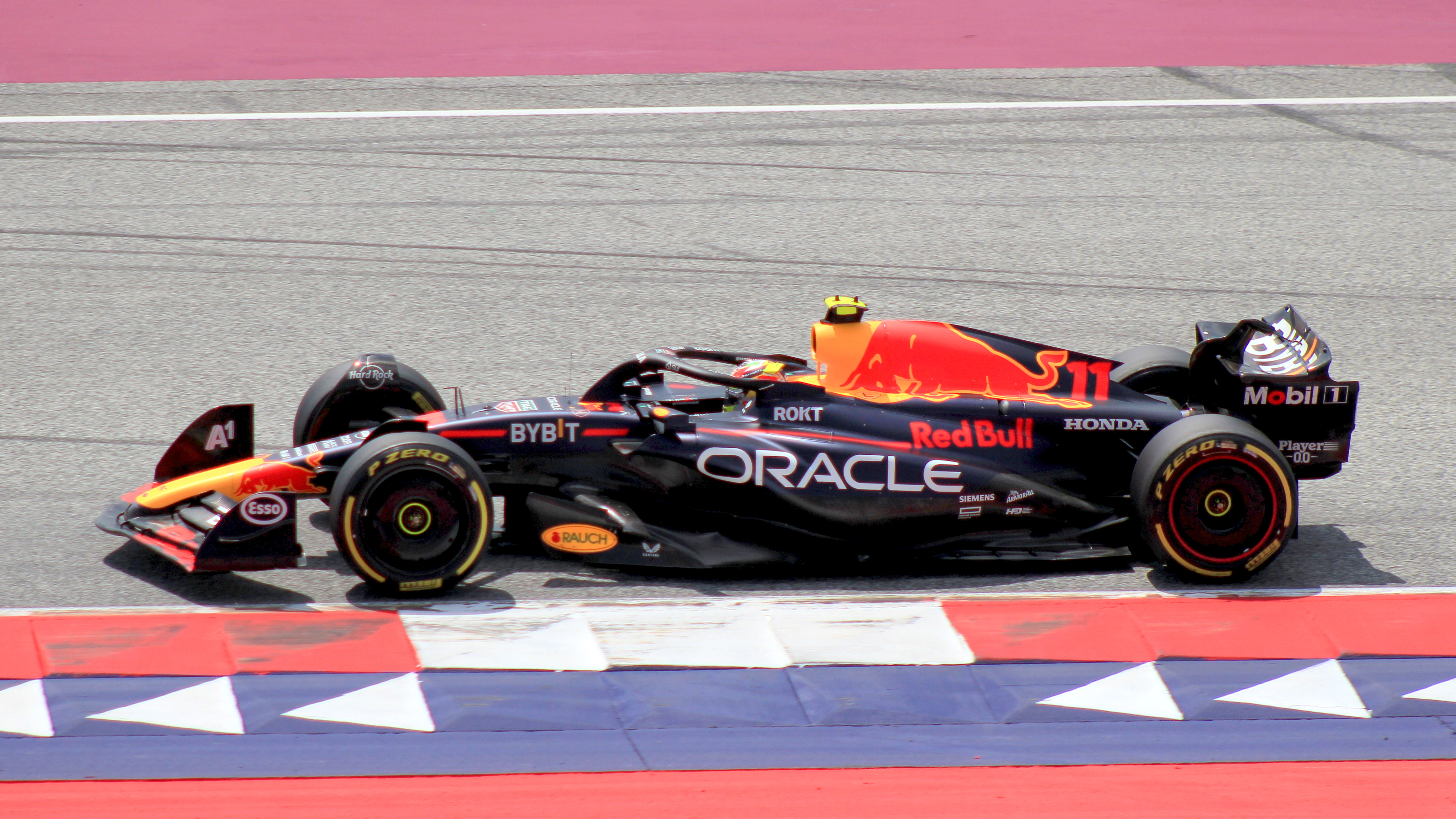
Red Bull RB19
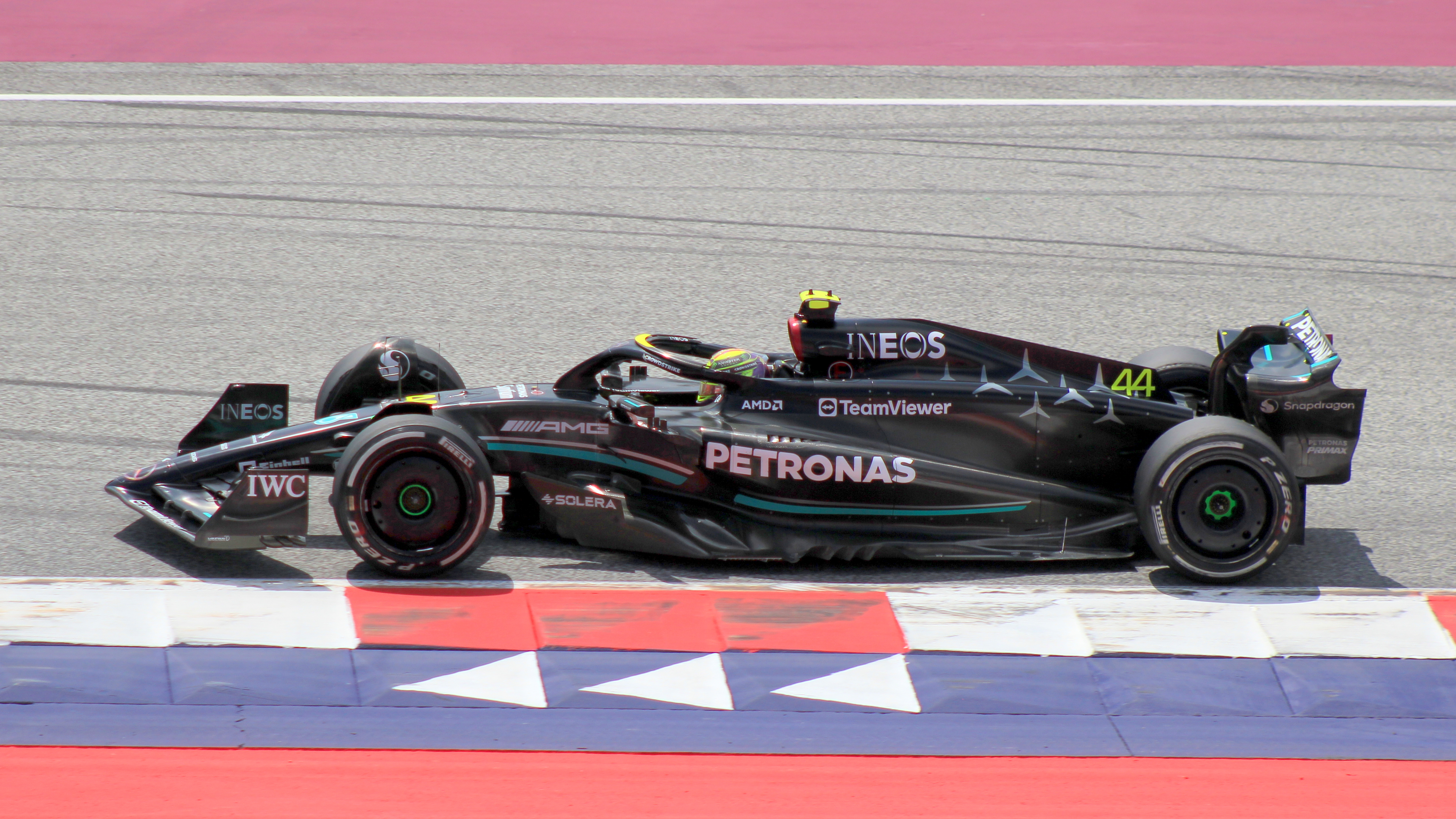
Mercedes-AMG F1 W14 E Performance
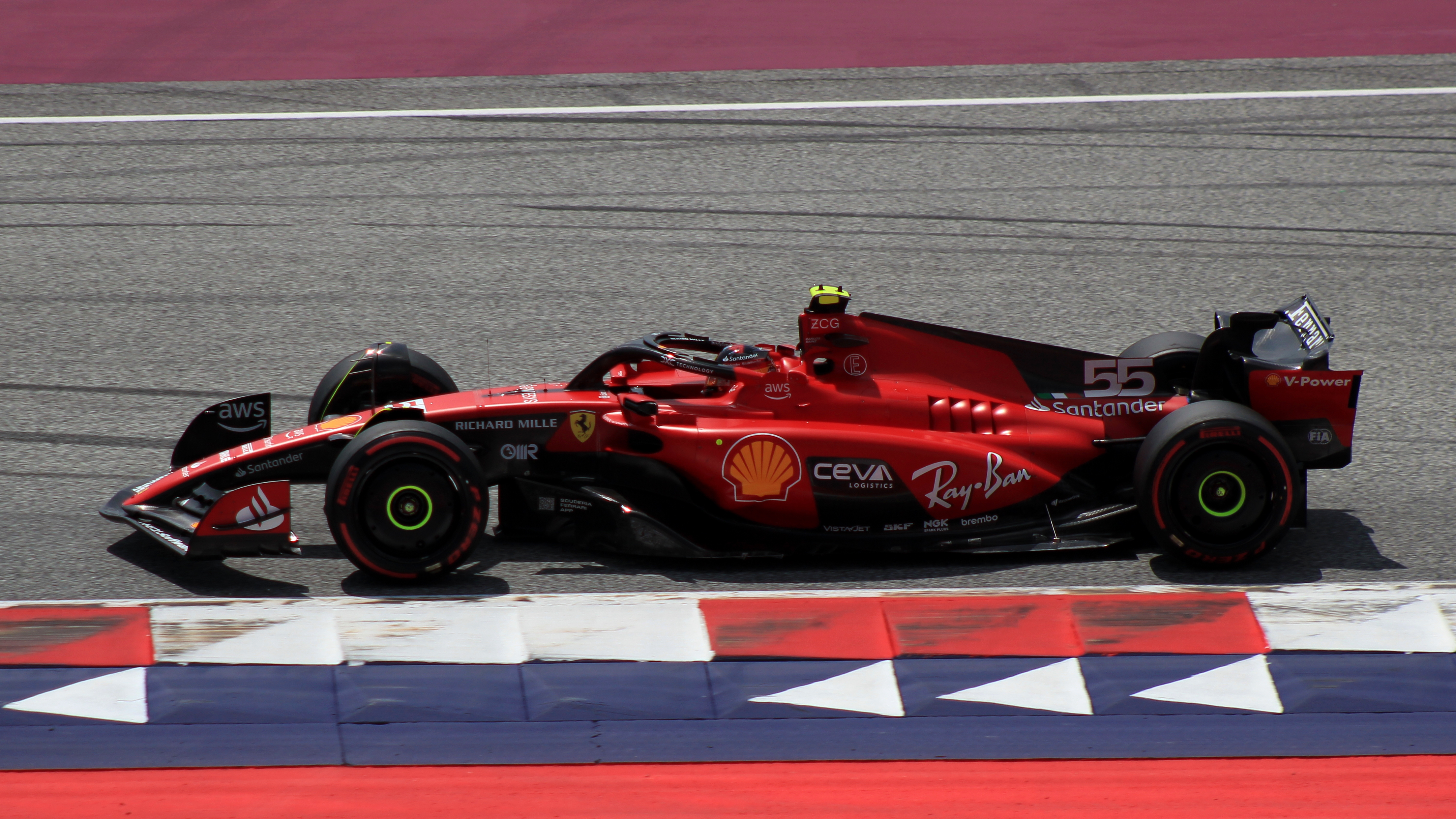
Ferrari SF-23
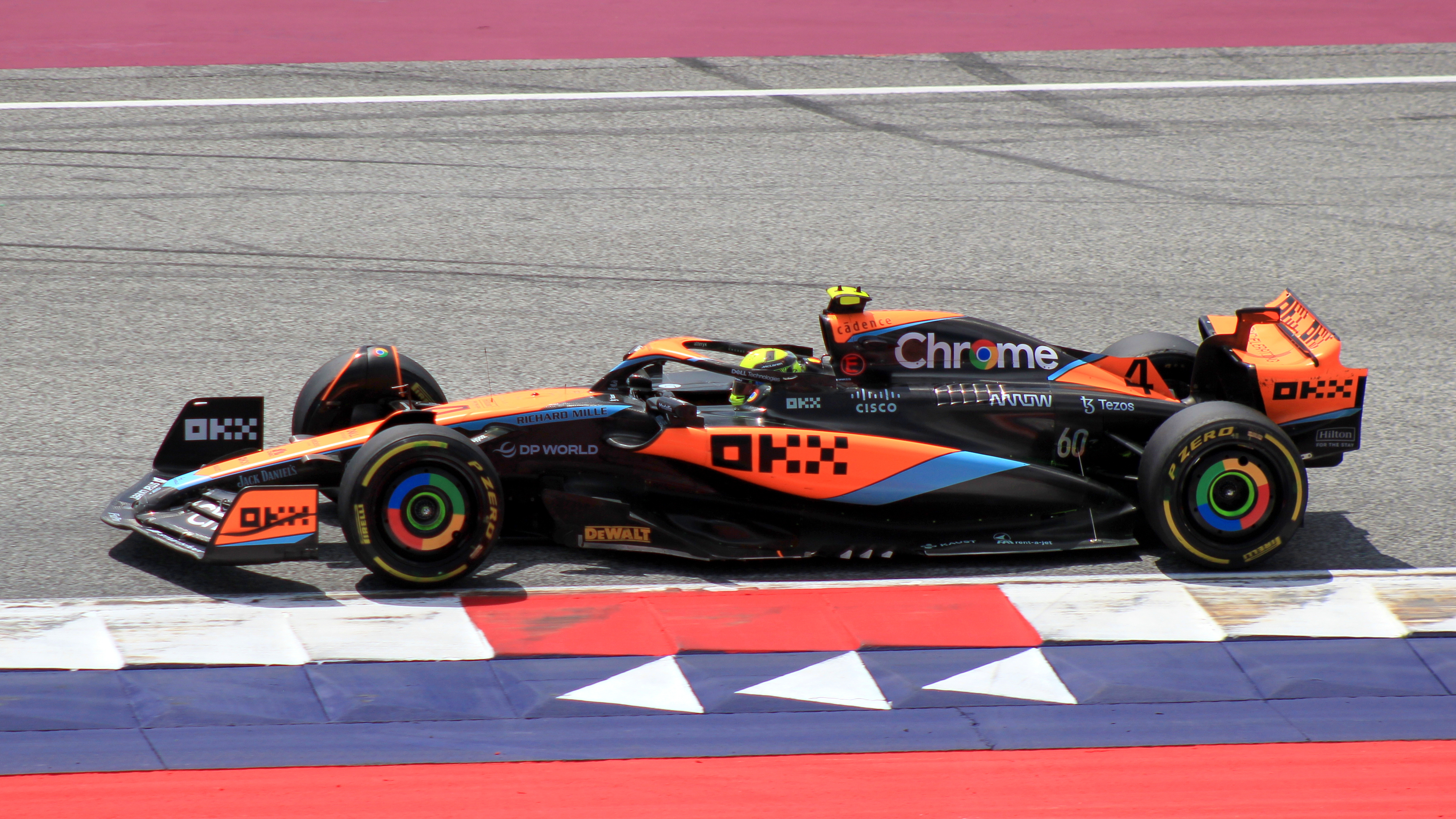
McLaren MCL60
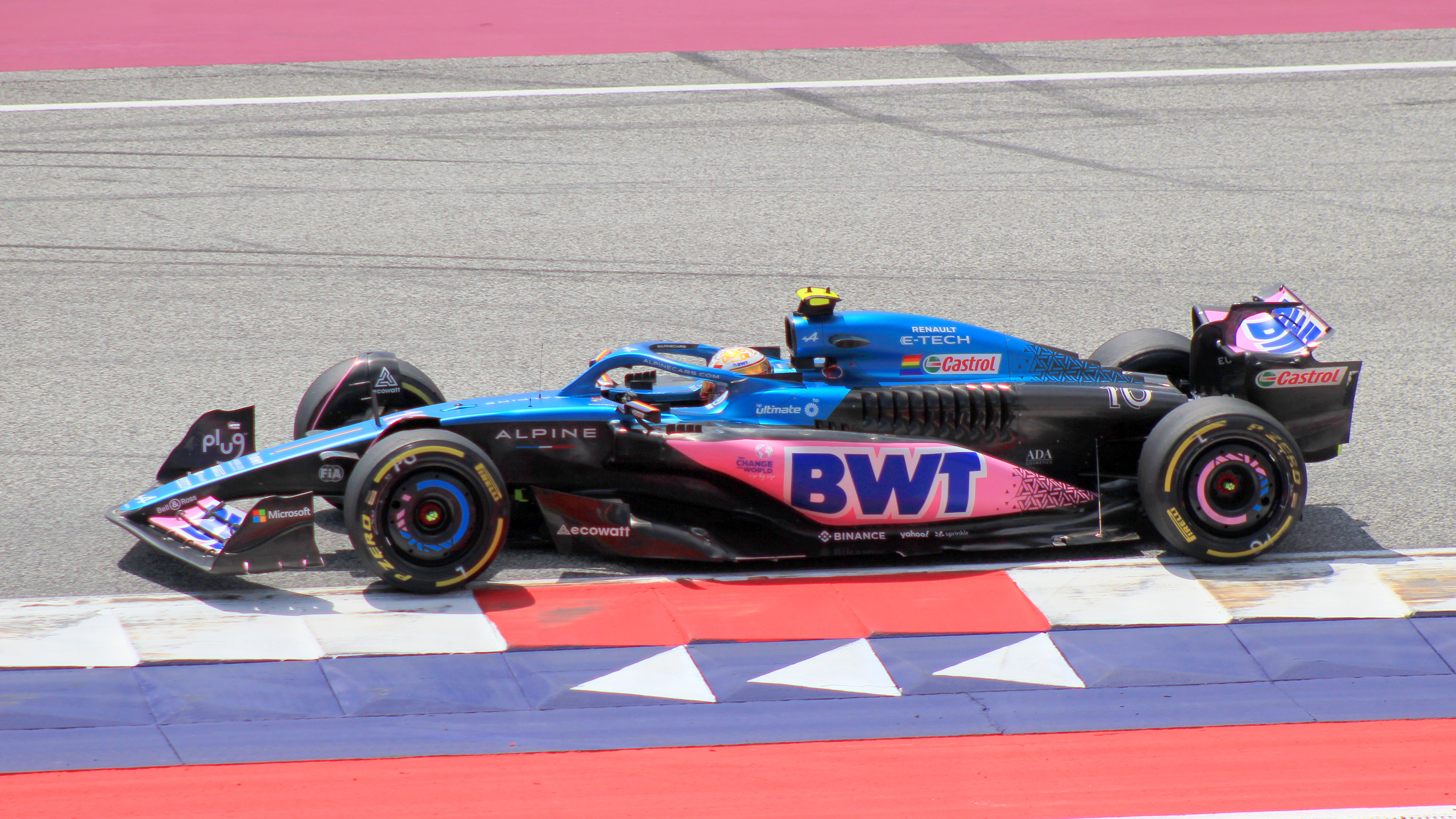
Alpine A523
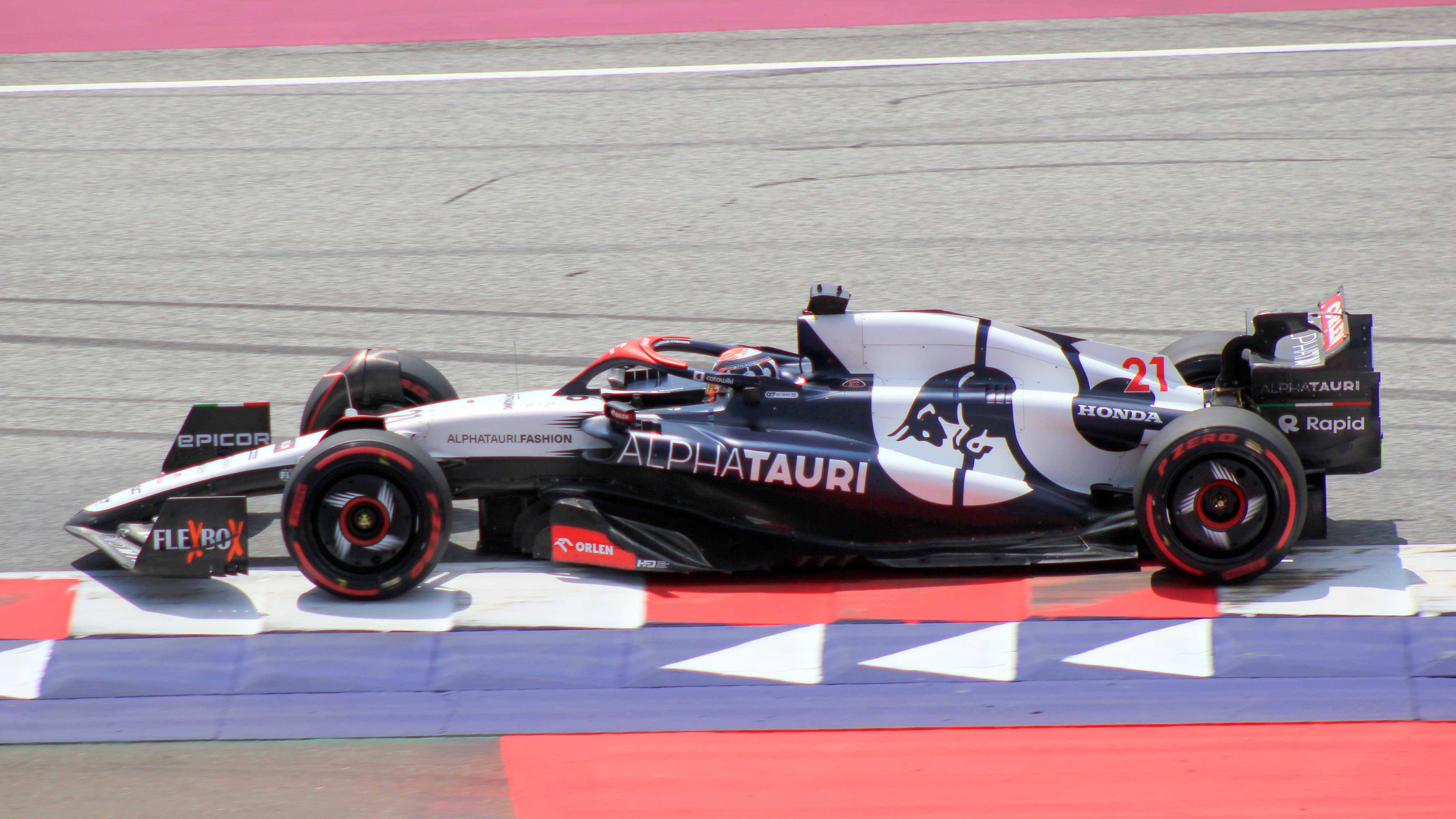
AlphaTauri AT04
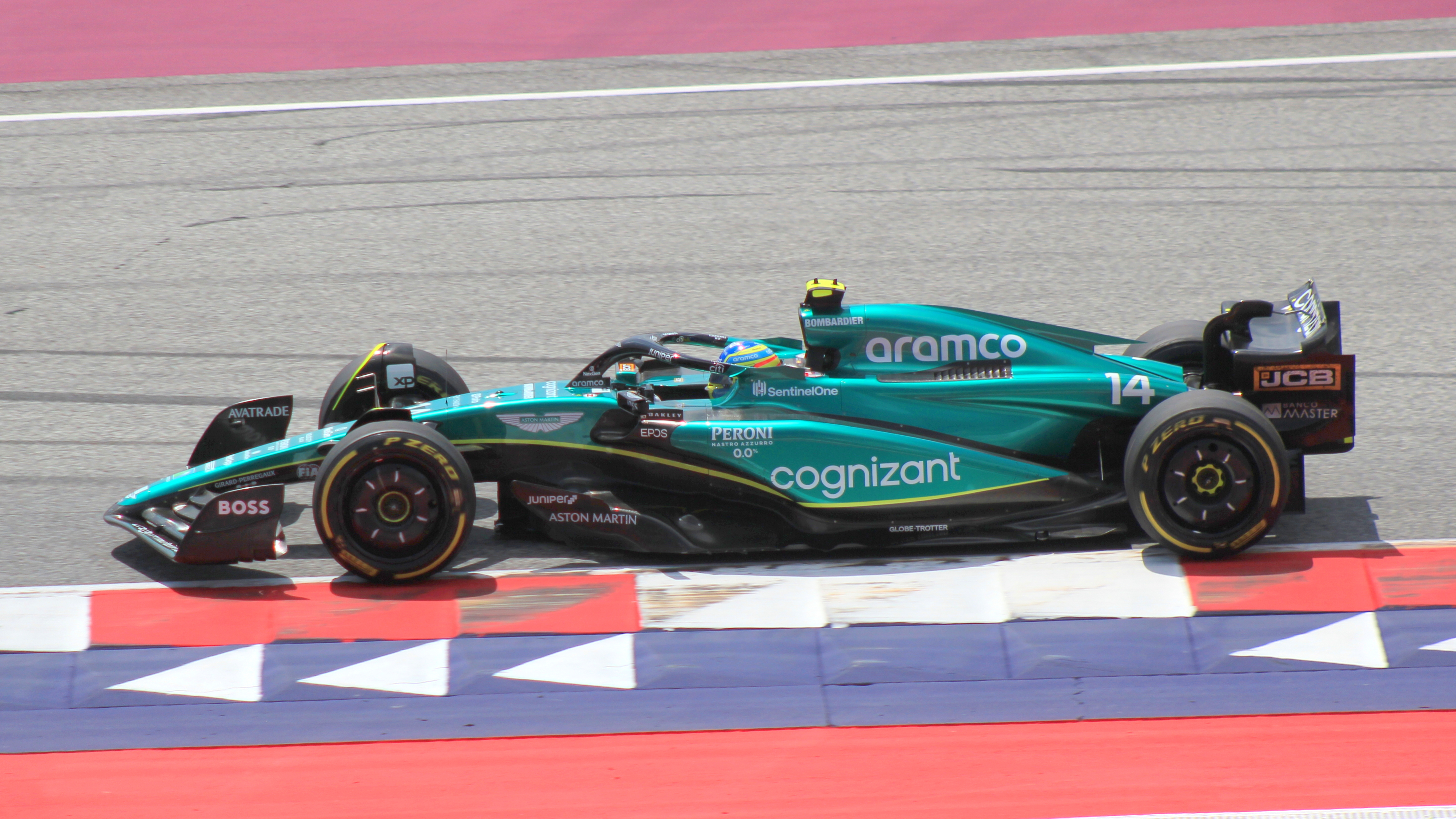
Aston Martin AMR23
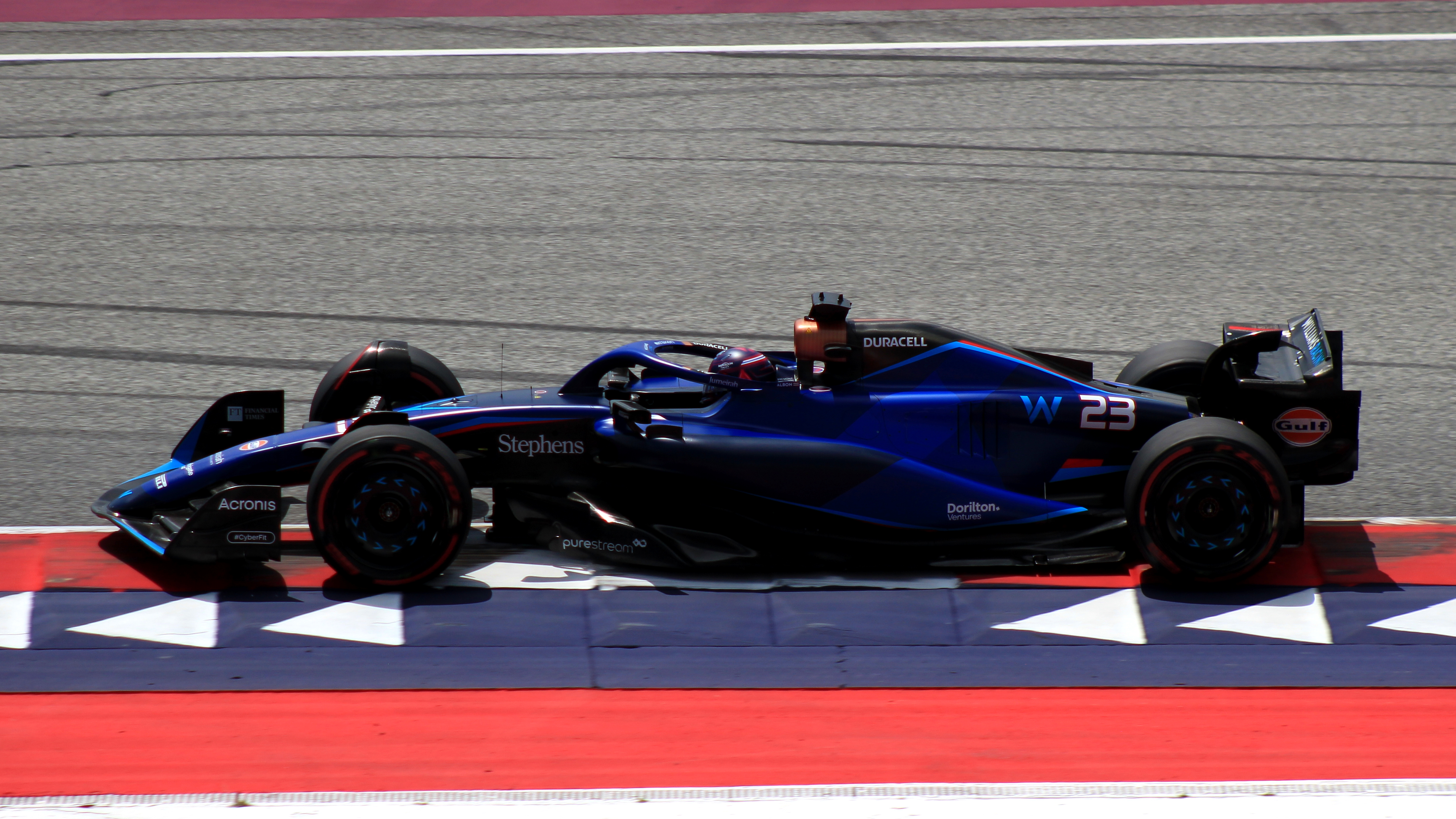
Williams FW45
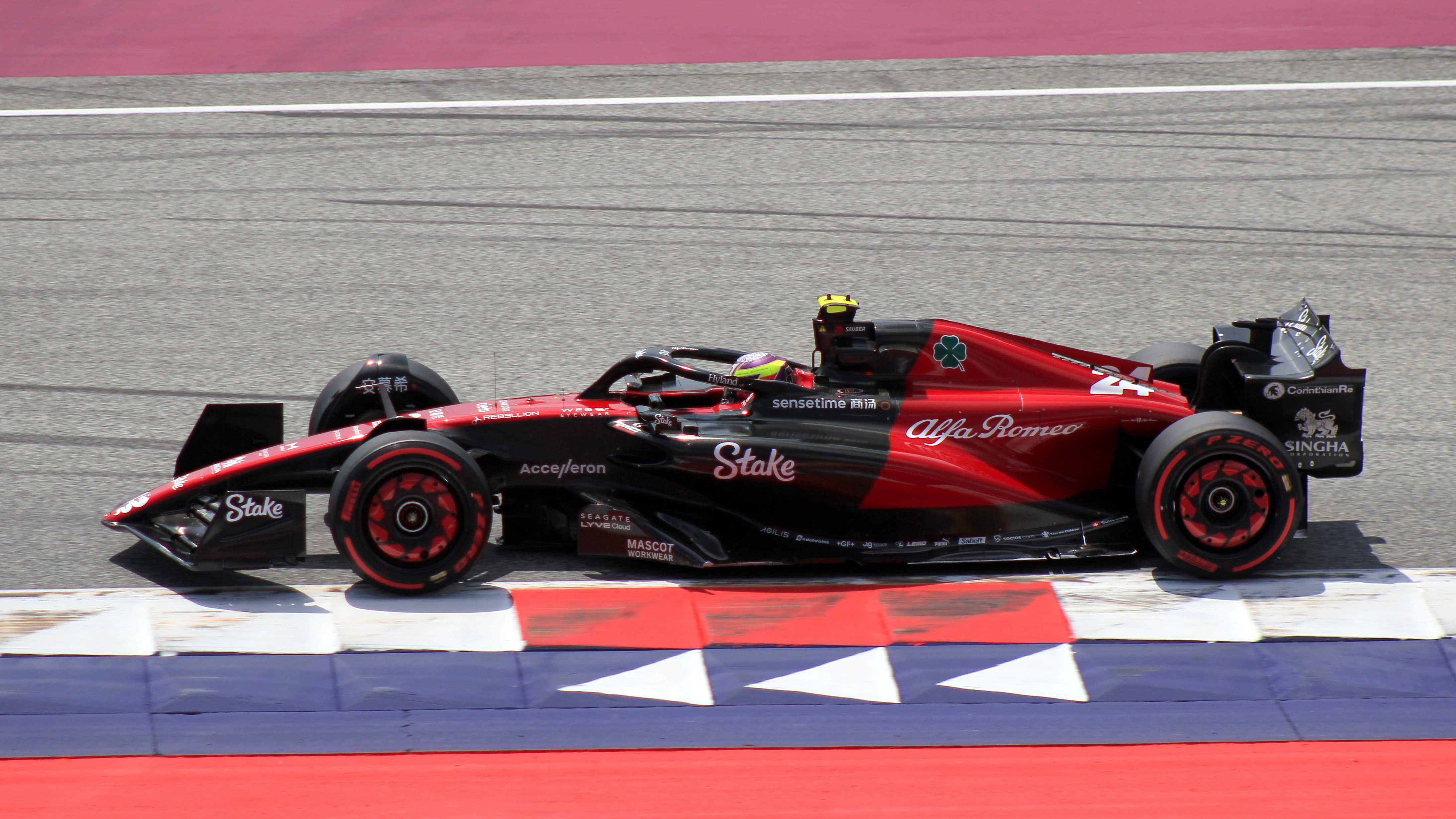
Alfa Romeo C43
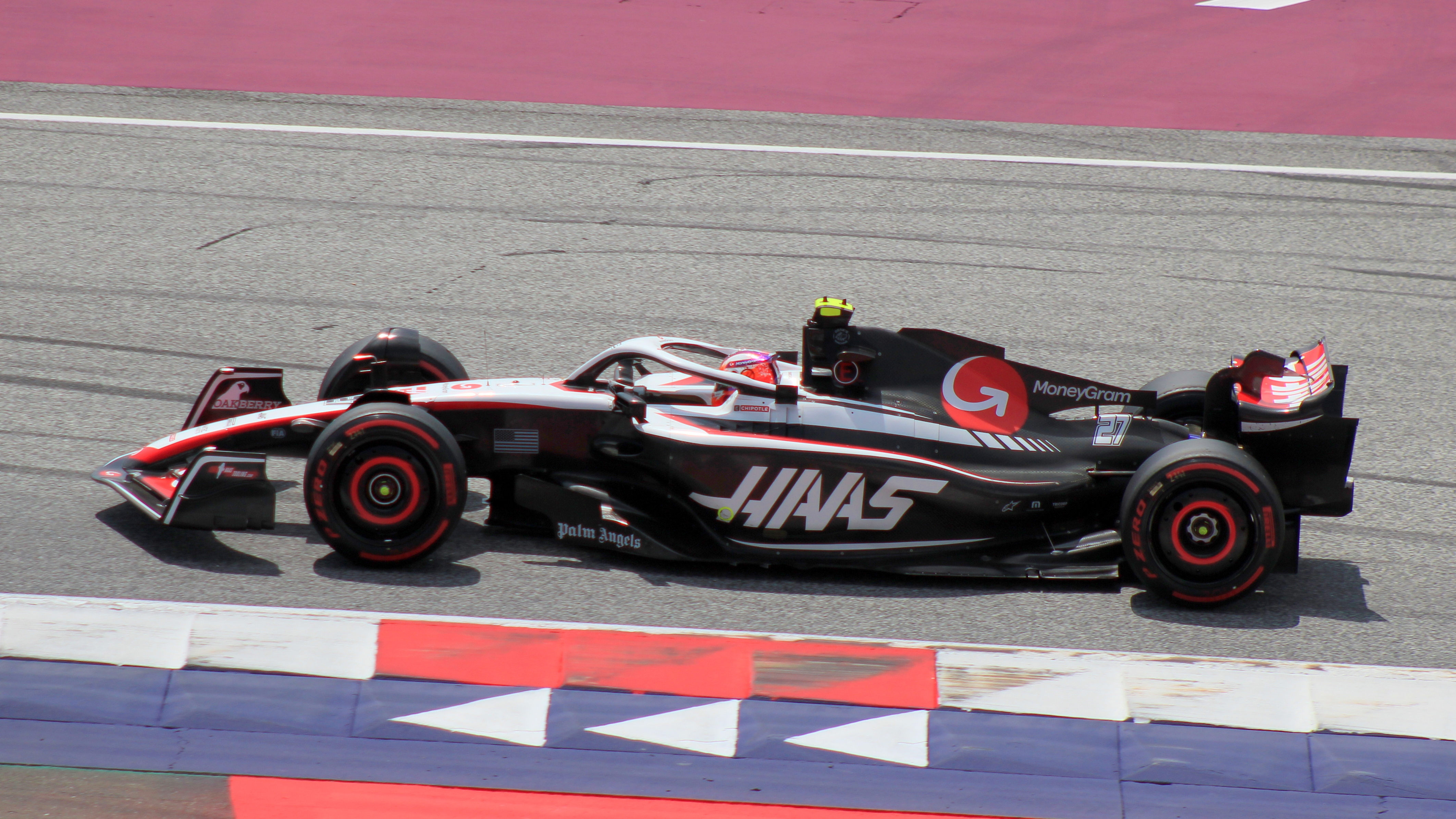
Haas VF-23

## Grands Prix de la saison 2023

Planisphère représentant les pays accueillant un Grand Prix en 2023.

Le projet de calendrier 2023, composé début juillet 2022, envisage 23 ou 24 Grands Prix, un record pour la discipline après les tentatives lors des championnats 2021 et 2022. Le Grand Prix de Belgique et le Grand Prix de France, en fin de contrat, sont absents. D'autres Grands Prix, dont notamment Monaco, y figurent mais sont menacés, faute de contrat, pour 2023 et après.
Le 25 août 2022, Stefano Domenicali, président de la Formule 1, confirme l'absence du Grand Prix de France et annonce que les Grands Prix de Belgique et de Monaco négocient leur maintien. L'organisation d'une épreuve belge est confirmée trois jours plus tard, pour une année supplémentaire.
Le 20 septembre 2022, une nouvelle ébauche du calendrier, où figurent 24 Grands Prix, est validée par le conseil mondial de la FIA. Parmi les évolutions du calendrier, le Grand Prix du Qatar fait son retour, ainsi que le Grand Prix automobile de Las Vegas, sur un nouveau tracé urbain, quarante ans après la dernière apparition, en 1982.
Le 2 décembre 2022, la Formule 1 annonce que le Grand Prix de Chine, dont la dernière édition a eu lieu en 2019, est annulé pour la quatrième fois consécutive dans le même contexte des restrictions sanitaires dues au Covid-19. « La Formule 1 évalue des options alternatives pour remplacer le créneau libre du calendrier 2023 et fournira des informations à ce sujet en temps voulu », annonçant donc dans un premier temps se ménager la possibilité d'organiser un autre Grand Prix à la même date. Elle publie toutefois en janvier 2023 une mise à jour définitive de son calendrier qui s'en tient à 23 Grands Prix, ce qui provoque une coupure de près d'un mois en avril, entre les Grands Prix d'Australie et d'Azerbaïdjan,.
En conséquence des inondations frappant la région, la Formule 1 annonce le 17 mai que le Grand Prix d'Émilie-Romagne qui devait avoir lieu quatre jours plus tard en sixième manche du championnat, est annulé.
| no   | Date         | Grand Prix                    | Lieu              | Vainqueur                                             | Écurie                                                | Pole position                                         | Record du tour                                        | Pilote du jour                                        | Résumé                                                |
| ---- | ------------ | ----------------------------- | ----------------- | ----------------------------------------------------- | ----------------------------------------------------- | ----------------------------------------------------- | ----------------------------------------------------- | ----------------------------------------------------- | ----------------------------------------------------- |
| 1080 | 5 mars       | Grand Prix de Bahreïn         | Sakhir            | Max Verstappen                                        | Red Bull-Honda RBPT                                   | Max Verstappen                                        | Zhou Guanyu                                           | Fernando Alonso                                       | Résumé                                                |
| 1081 | 19 mars      | Grand Prix d'Arabie saoudite  | Djeddah           | Sergio Pérez                                          | Red Bull-Honda RBPT                                   | Sergio Pérez                                          | Max Verstappen                                        | Max Verstappen                                        | Résumé                                                |
| 1082 | 2 avril      | Grand Prix d'Australie        | Melbourne         | Max Verstappen                                        | Red Bull-Honda RBPT                                   | Max Verstappen                                        | Sergio Pérez                                          | Sergio Pérez                                          | Résumé                                                |
| 1083 | 30 avril     | Grand Prix d'Azerbaïdjan      | Bakou             | Sergio Pérez                                          | Red Bull-Honda RBPT                                   | Charles Leclerc                                       | George Russell                                        | Sergio Pérez                                          | Résumé                                                |
| 1084 | 7 mai        | Grand Prix de Miami           | Miami Gardens     | Max Verstappen                                        | Red Bull-Honda RBPT                                   | Sergio Pérez                                          | Max Verstappen                                        | Max Verstappen                                        | Résumé                                                |
| -    | 21 mai       | Grand Prix d'Émilie-Romagne   | Imola             | Annulé en raison de fortes intempéries et inondations | Annulé en raison de fortes intempéries et inondations | Annulé en raison de fortes intempéries et inondations | Annulé en raison de fortes intempéries et inondations | Annulé en raison de fortes intempéries et inondations | Annulé en raison de fortes intempéries et inondations |
| 1085 | 28 mai       | Grand Prix de Monaco          | Monaco            | Max Verstappen                                        | Red Bull-Honda RBPT                                   | Max Verstappen                                        | Lewis Hamilton                                        | Esteban Ocon                                          | Résumé                                                |
| 1086 | 4 juin       | Grand Prix d'Espagne          | Barcelone         | Max Verstappen                                        | Red Bull-Honda RBPT                                   | Max Verstappen                                        | Max Verstappen                                        | Lewis Hamilton                                        | Résumé                                                |
| 1087 | 18 juin      | Grand Prix du Canada          | Montréal          | Max Verstappen                                        | Red Bull-Honda RBPT                                   | Max Verstappen                                        | Sergio Pérez                                          | Alexander Albon                                       | Résumé                                                |
| 1088 | 2 juillet    | Grand Prix d'Autriche         | Spielberg         | Max Verstappen                                        | Red Bull-Honda RBPT                                   | Max Verstappen                                        | Max Verstappen                                        | Lando Norris                                          | Résumé                                                |
| 1089 | 9 juillet    | Grand Prix de Grande-Bretagne | Silverstone       | Max Verstappen                                        | Red Bull-Honda RBPT                                   | Max Verstappen                                        | Max Verstappen                                        | Lando Norris                                          | Résumé                                                |
| 1090 | 23 juillet   | Grand Prix de Hongrie         | Budapest          | Max Verstappen                                        | Red Bull-Honda RBPT                                   | Lewis Hamilton                                        | Max Verstappen                                        | Sergio Pérez                                          | Résumé                                                |
| 1091 | 30 juillet   | Grand Prix de Belgique        | Spa-Francorchamps | Max Verstappen                                        | Red Bull-Honda RBPT                                   | Charles Leclerc                                       | Lewis Hamilton                                        | Max Verstappen                                        | Résumé                                                |
| 1092 | 27 août      | Grand Prix des Pays-Bas       | Zandvoort         | Max Verstappen                                        | Red Bull-Honda RBPT                                   | Max Verstappen                                        | Fernando Alonso                                       | Fernando Alonso                                       | Résumé                                                |
| 1093 | 3 septembre  | Grand Prix d'Italie           | Monza             | Max Verstappen                                        | Red Bull-Honda RBPT                                   | Carlos Sainz Jr.                                      | Oscar Piastri                                         | Carlos Sainz Jr.                                      | Résumé                                                |
| 1094 | 17 septembre | Grand Prix de Singapour       | Marina Bay        | Carlos Sainz Jr.                                      | Ferrari                                               | Carlos Sainz Jr.                                      | Lewis Hamilton                                        | Carlos Sainz Jr.                                      | Résumé                                                |
| 1095 | 24 septembre | Grand Prix du Japon           | Suzuka            | Max Verstappen                                        | Red Bull-Honda RBPT                                   | Max Verstappen                                        | Max Verstappen                                        | Oscar Piastri                                         | Résumé                                                |
| 1096 | 8 octobre    | Grand Prix du Qatar           | Losail            | Max Verstappen                                        | Red Bull-Honda RBPT                                   | Max Verstappen                                        | Max Verstappen                                        | Oscar Piastri                                         | Résumé                                                |
| 1097 | 22 octobre   | Grand Prix des États-Unis     | Austin            | Max Verstappen                                        | Red Bull-Honda RBPT                                   | Charles Leclerc                                       | Yuki Tsunoda                                          | Lando Norris                                          | Résumé                                                |
| 1098 | 29 octobre   | Grand Prix de Mexico          | Mexico            | Max Verstappen                                        | Red Bull-Honda RBPT                                   | Charles Leclerc                                       | Lewis Hamilton                                        | Lando Norris                                          | Résumé                                                |
| 1099 | 5 novembre   | Grand Prix de São Paulo       | São Paulo         | Max Verstappen                                        | Red Bull-Honda RBPT                                   | Max Verstappen                                        | Lando Norris                                          | Lando Norris                                          | Résumé                                                |
| 1100 | 18 novembre  | Grand Prix de Las Vegas       | Las Vegas         | Max Verstappen                                        | Red Bull-Honda RBPT                                   | Charles Leclerc                                       | Oscar Piastri                                         | Charles Leclerc                                       | Résumé                                                |
| 1101 | 26 novembre  | Grand Prix d'Abou Dabi        | Yas Marina        | Max Verstappen                                        | Red Bull-Honda RBPT                                   | Max Verstappen                                        | Max Verstappen                                        | Yuki Tsunoda                                          | Résumé                                                |

## Déroulement de la saison et faits marquants du championnat

### Grand Prix de Bahreïn
Max Verstappen commence la saison comme il a achevé la précédente, en pole position, la 21e de sa carrière. Les Red Bull RB19 monopolisent la première ligne, Sergio Pérez parvenant à se hisser à ses côtés sur la grille à sa deuxième tentative en Q3. Troisième, à 292 millièmes de seconde du poleman, Charles Leclerc a, pour sa part, préféré n'effectuer qu'une seule tentative pour conserver un train de pneumatiques tendres pour la course ; il est accompagné en deuxième ligne par son coéquipier Carlos Sainz. Très en vue lors des séances d'essais au volant de l'Aston Martin AMR23, Fernando Alonso se qualifie en cinquième position, devant les Mercedes de George Russell et Lewis Hamilton, qui partage la quatrième ligne avec Lance Stroll. La cinquième ligne est composée d'Esteban Ocon et Nico Hülkenberg. Les écarts entre les pilotes sont faibles, moins d'une seconde séparant les sept premiers.
Les cinquante-sept tours de la course prennent la forme d'une balade pour Max Verstappen qui mène l'intégralité de l'épreuve hormis deux tours au moment des premiers changements de pneumatiques ; il termine avec onze secondes d'avance sur son coéquipier Sergio Pérez et laisse le troisième, Fernando Alonso, à presque quarante secondes. Il remporte sa trente-sixième victoire en Formule 1 tandis que Red Bull Racing, qui possède en ce début de saison avec la RB19 une monoplace nettement supérieure à la concurrence, réalise son vingt-troisième doublé.
Au départ, Charles Leclerc prend un meilleur départ que Pérez et boucle le premier tour en deuxième position alors qu'Alonso, doublé d'entrée par les Mercedes, se retrouve septième. Aux premiers changements de pneus, les pilotes Red Bull restent en pneus tendres alors que ceux de Ferrari passent en pneus durs. Ressorti des stands, au dix-huitième tour, avec neuf secondes de retard sur Leclerc, Pérez le rattrape prestement et le dépasse sans coup férir dans la vingt-sixième boucle. Dès lors, la Ferrari no 16 poursuit en troisième position, sans être menacée jusqu'à l'abandon, sur perte de puissance, au quarante-et-unième tour ; la troisième place revient dès lors à Carlos Sainz. Fernando Alonso, toujours en verve au volant de l'AMR23, prend le meilleur sur les Mercedes de George Russell puis de Lewis Hamilton, au trente-huitième tour, au prix d'une brillante manœuvre dans le virage en épingle no 10 ; il fonce ensuite sur Sainz, dont les pneus se dégradent plus vite que les siens, et le double au quarante-cinquième tour pour aller chercher le 99e podium de sa carrière en s'écriant : « Cette voiture est géniale à conduire ! » Il est élu « pilote du jour ».
Ferrari se contente de la quatrième place de Sainz, qui devance Hamilton. Lance Stroll, handicapé par des blessures aux poignets dont il a souffert durant la course, se classe sixième devant Russell. Valtteri Bottas préserve sa huitième place face à Pierre Gasly qui, parti de la dernière place de la grille, termine neuvième pour sa première course avec Alpine, au prix de nombreux dépassements et de bons choix stratégiques. Alexander Albon prend le point restant, alors que Zhou Guanyu, réservoir quasi-vide et pneus neuf chaussés à trois tours de l'arrivée, réalise le record du tour, sans obtenir le point bonus associé puisqu'il termine hors des points.
Le classement du championnat du monde des pilotes est identique à celui de la course ; chez les constructeurs, Red Bull Racing obtient les 43 points du doublé et devance Aston Martin (23 points). Mercedes, qui a aussi ses deux pilotes dans les points, est troisième (16 points) ; suivent Ferrari (12 points), Alfa Romeo (4 points), Alpine (2 points) et Williams (1 point).

### Grand Prix d'Arabie saoudite
Dominateur lors de l'ensemble des séances d'essais, Max Verstappen est victime, dans la deuxième phase des qualifications, d'une défaillance de son arbre de transmission qui le contraint à partir du quinzième rang ; son coéquipier Sergio Pérez profite de la supériorité de la Red Bull RB19 pour réaliser la deuxième pole position de sa carrière sur le circuit où il a obtenu sa première un an plus tôt. Deuxième, à 155 millièmes de seconde, Charles Leclerc est pénalisé d'un recul de dix places sur la grille pour l'utilisation d'un troisième boîtier électronique ; Fernando Alonso part dès lors en première ligne au côté du Mexicain. George Russell se hisse au troisième rang, accompagné en deuxième ligne par Carlos Sainz. Lance Stroll devance Esteban Ocon sur la troisième ligne ; ils sont suivis par Lewis Hamilton et Oscar Piastri qui atteint une position flatteuse pour sa deuxième course dans la discipline. La cinquième ligne est composée de Pierre Gasly et Nico Hülkenberg.
Red Bull Racing réalise un second doublé en deux courses, mais dans l'ordre inverse du précédant, la victoire revenant à Sergio Pérez qui devance Max Verstappen remonté, sans difficulté, du quinzième rang. La confusion règne un long moment quant à l'attribution de la troisième place, puisque Fernando Alonso, qui franchit la ligne d'arrivée à cette position, est rétrogradé d'un rang, pénalisé de dix secondes en conséquence d'une mauvaise observation d'une sanction préalable ; celle-ci finalement annulée, l'Espagnol peut fêter le centième podium de sa carrière.
Au départ, Alonso, décalé sur la gauche de son emplacement sur la grille (pour s'être mal positionné, il devra observer une pénalité de cinq secondes), s'élance mieux que Pérez et prend les commandes de la course ; en seulement quatre boucles, le pilote de la RB19, tellement supérieure à la concurrence, double l'Aston Martin pour mener jusqu'à la fin de la course. Tandis que Verstappen remonte méthodiquement, Leclerc n'est pas en reste ; en pneus tendres, le Monégasque est déjà cinquième derrière son coéquipier après quatorze tours, mais Ferrari va jouer de malchance. Alors que les deux pilotes ont effectué leur arrêt, aux 15e et 16e tours, pour chausser des pneus durs, Lance Stroll tombe en panne sur le circuit ; Pérez, Alonso (qui doit patienter cinq secondes devant son box), Russell, Verstappen et Hamilton, bénéficient ainsi d'un « arrêt gratuit » au 18e tour et ressortent des stands devant les Ferrari, ralenties par la voiture de sécurité qui est de sortie. Verstappen dépasse rapidement Russell puis Alonso et s'installe au deuxième rang, à environ cinq secondes de son coéquipier. Dès lors (25e tour), en tournant une seconde plus vite que tous les autres, les pilotes Red Bull abaissent le record du meilleur tour en course, Pérez ne laissant pas son coéquipier revenir sur lui. Le Néerlandais met un point d'honneur à s'attribuer le point bonus du meilleur tour, dans la dernière boucle, pour conserver, d'un seul point, la tête du championnat. Sergio Pérez remporte la cinquième victoire de sa carrière, une nouvelle fois sur un circuit urbain (il s'est précédemment imposé à Bakou, à Singapour et à Monaco).
Monté sur le podium avec les pilotes Red Bull, Fernando Alonso est ensuite pénalisé de dix secondes supplémentaires puisque les mécaniciens n'auraient pas effectué correctement la pénalité de cinq secondes sans toucher sa voiture ; il est rétrogradé au quatrième rang en faveur de George Russell. Aston Martin porte alors réclamation arguant qu'il n'y a pas eu d'intervention manuelle sur la voiture, le mécanicien préposé à la manœuvre n'ayant fait qu'engager le « lève-vite » à l'arrière de la monoplace. Dans la soirée, les commissaires de course rendent à l'Espagnol sa place acquise sur la piste ; le résultat final reflète l'état actuel des forces en présence : les Red Bull, l'Aston Martin d'Alonso, les Mercedes de Russell et Hamilton, puis les Ferrari de Sainz et Leclerc sixième et septième et en grande difficulté avec les pneus durs et enfin, les Alpine d'Ocon et Gasly. Kevin Magnussen émerge du peloton pour prendre le point de la dixième place.
Au classement du championnat du monde, Verstappen (44 points) devance Pérez d'un seul point ; deux fois sur le podium, Alonso est troisième (30 points). Sainz et Hamilton suivent avec 20 points chacun et devancent Russell (18 points), Stroll (8 points) et Leclerc (6 points) ; Bottas, Ocon et Gasly comptent chacun quatre points. Chez les constructeurs, Red Bull Racing totalise 87 points (sur 88 possibles), plus du double des scores d'Aston Martin et Mercedes qui suivent avec 38 points chacun. Ferrari, avec 28 points, est quatrième et devance Alpine (8 points), Alfa Romeo (4 points), Haas (1 point) et Williams ; McLaren et AlphaTauri n'ont pas encore marqué.

### Grand Prix d'Australie
Max Verstappen se met à l'abri de la concurrence lors de sa seconde tentative en Q3, et réalise sa vingt-deuxième pole position tandis que, sur l'autre Red Bull RB19, Sergio Pérez sort dans le gravier dès le début de la Q1 et s'élancera après le peloton, depuis la voie des stands. Le Néerlandais devance les Mercedes W14 de George Russell, à ses côtés en première ligne, et de Lewis Hamilton qui devance Fernando Alonso en deuxième ligne. Carlos Sainz Jr. occupe la troisième ligne avec Lance Stroll. Auteur du septième temps, Charles Leclerc précède Alexander Albon ; la cinquième ligne est composée de Pierre Gasly et Nico Hülkenberg.
Trois interruptions au drapeau rouge, quatre départs, un dernier tour disputé derrière la voiture de sécurité et trois champions du monde cumulant onze titres sur le podium font de l'édition 2023 du Grand Prix australien une course atypique. Au terme des 58 tours, et plus de 2 h 30 de compétition, Max Verstappen l'emporte à bord de sa « voiture volante » comme la surnomme Lewis Hamilton, deuxième et, pour la dix-septième année, présent sur un podium. Fernando Alonso s'extrait du chaos ambiant pour se classer une nouvelle fois troisième en trois courses.
Verstappen rate son départ (il déclarera ensuite n'avoir pas eu besoin de se montrer agressif) et George Russell le dépasse au premier virage ; Lewis Hamilton fait de même un peu plus loin. Au milieu du peloton, dès le virage no 4, Charles Leclerc accroche l'Aston Martin de Lance Stroll, sort dans le bac à graviers et ne peut s'en extraire, avant de qualifier son début de saison de désastre. Au huitième tour, Russell s'engage dans la voie des stands pour changer de pneus et ressort septième ; malheureusement pour lui, Alexander Albon percute le mur au tour suivant et la direction de course brandit un drapeau rouge qui offre un arrêt gratuit à tous les autres. Au deuxième départ, Hamilton occupe la tête devant Verstappen, Alonso, Stroll et Pierre Gasly. Le septuple champion du monde ne conserve l'avantage que durant deux tours ; au douzième passage, Verstappen le dépose, prend les commandes et creuse rapidement un écart important. Le Néerlandais, dont l'avance dépasse dix secondes, rate un freinage et effectue un court passage dans le gazon avant de reprendre son irrésistible chevauchée. Après l'abandon de Russell sur casse moteur au dix-huitième tour, les positions se stabilisent derrière le leader : Hamilton, Alonso, Sainz quatrième devant Gasly, puis Stroll, Hülkenberg et Pérez qui remonte progressivement.
Au cinquante-quatrième tour, Kevin Magnussen tape le mur avec sa roue arrière-droite, brise sa suspension, perd son pneu ainsi que des morceaux de carrosserie en fibre de carbone, ce qui provoque un nouveau drapeau rouge. Le troisième départ arrêté, pour seulement deux tours, conduit à un véritable chaos : Sainz expédie Alonso en tête-à-queue tandis que Gasly rate son freinage, part hors-piste puis, quand il revient sur le tarmac, s'accroche violemment avec son coéquipier Esteban Ocon ; les deux Alpine abandonnent. En fond de peloton, Logan Sargeant emboutit l'AlphaTauri de Nyck de Vries et un troisième drapeau rouge est brandi. Les voitures n'ayant parcouru que quelques hectomètres, l'ordre du quatrième départ, pour un seul tour et derrière la voiture de sécurité, est celui du 56e tour, hormis les pilotes qui ont abandonné ; Alonso récupère ainsi sa troisième place derrière Verstappen et Hamilton. Sainz qui termine quatrième, est pénalisé de cinq secondes pour avoir accroché Alonso et recule hors des points, au douzième rang. Stroll se classe quatrième devant Pérez remonté au cinquième rang. Suivent  Lando Norris, Nico Hülkenberg et Oscar Piastri, passés au travers de tous les pièges de la course. Le Rookie de McLaren marque, pour son Grand Prix national, ses quatre premiers points dans la discipline. Bénéficiant aussi des nombreux abandons, Guanyu Zhou et Yuki Tsunoda prennent les derniers points en jeu en scorant pour la première fois de la saison.
Verstappen, avec deux victoires et une deuxième place en trois courses, domine le championnat du monde avec 69 points et devance son coéquipier Pérez (54 points). Alonso suit avec 45 points, Hamilton se détache au quatrième rang (38 points) devant Sainz, rejoint par Stroll (20 points). Russell septième (18 points), est suivi par Norris qui entre au classement (8 points), Hülkenberg et Leclerc (6 points). Chez les constructeurs, Red Bull Racing (123 points) augmente son avance sur Aston Martin (65 points) et Mercedes (56 points). Le début de saison est difficile pour Ferrari (26 points) qui précède McLaren qui ouvre son score (12 points) ; suivent Alpine (8 points), Haas (7 points), Alfa Romeo (6 points), AlphaTauri et Williams (1 point). Toutes les écuries ont désormais marqué.

### Grand Prix d'Azerbaïdjan
La manche azerbaïdjanaise est, cette saison, le premier des six Grands Prix dont le programme est agrémenté d'une course sprint le samedi selon une nouvelle formule, puisqu'il s'agit d'une course indépendante précédée d'une qualification.
Pour la première fois de la saison, mais pour la troisième fois consécutive sur ce circuit et la dix-neuvième fois de sa carrière, Charles Leclerc place sa Ferrari en pole position pour la course du dimanche. À 215,670 km/h de moyenne, en rasant les protections, il devance Max Verstappen de 188 millièmes de seconde. Leurs coéquipiers Sergio Pérez et Carlos Sainz Jr. suivent en deuxième ligne. Lewis Hamilton et Fernando Alonso occupent la troisième ligne et précèdent Lando Norris et Yuki Tsunoda ; Lance Stroll et Oscar Piastri complètent la première partie de la grille.
Exceptionnellement, les qualifications ont lieu le vendredi pour laisser place, le lendemain, à la journée dédiée au sprint où Leclerc domine à nouveau le plateau en réalisant le meilleur temps du shootout pour s'élancer en tête de la course sur dix-sept tours. Elle est remportée par Sergio Pérez. À la relance, au huitième passage, après la sortie de la voiture de sécurité consécutive à une touchette de Yuki Tsunoda qui a laissé une roue et des débris sur la piste, le Mexicain n'a aucun mal à déposer Leclerc dans la grande ligne droite dès que les pilotes peuvent utiliser leur aileron arrière mobile. Verstappen complète le trio de tête malgré un ponton abimé lors d'une passe d'armes avec Russell qui termine quatrième ; suivent dans les points, Sainz, Alonso, Hamilton, et Stroll, soit, panachées, les deux Red Bull, Ferrari, Mercedes et Aston Martin.
Au terme des cinquante-et-un tours de la course dominicale, Sergio Pérez devient le premier double vainqueur (après 2021) en sept éditions disputées sur le circuit de Bakou ; il remporte sa seconde victoire de la saison, la sixième de sa carrière, en s'affirmant comme un spécialiste des tracés urbains. Le Mexicain devance Max Verstappen, pour un troisième doublé Red Bull en quatre Grands Prix, et revient à six points de son coéquipier au championnat du monde, Charles Leclerc monte sur son premier podium en 2023, le vingt-cinquième de sa carrière.
Les Red Bull RB19 affichent à nouveau leur implacable supériorité. La victoire se décide entre Sergio Pérez et Max Verstappen quand le double champion du monde leader de la course s'arrête au dixième tour pour chausser des pneus durs ; au même moment, Nyck de Vries casse sa suspension avant gauche et provoque la sortie de la voiture de sécurité, ce qui offre un arrêt gratuit à tous les autres. Ceci permet à Pérez de passer devant son coéquipier et de le garder derrière lui jusqu'au drapeau à damier. En début de course, les protégés de Christian Horner dépassent tour à tour, facilement, la Ferrari de Leclerc parti en pole position et, à chaque fois, littéralement laissé sur place dans la grande ligne droite. Tout le mérite de Pérez est alors de rester très proche de son coéquipier jusqu'à son arrêt, ce qui lui permet ensuite de ressortir de la voie des stands devant lui. Leclerc parvient à conserver sa troisième place en contenant Fernando Alonso, l'empêchant de se mettre à portée d'aileron arrière mobile. Parti sixième, le double champion du monde espagnol dépasse Lewis Hamilton avant la sortie de la voiture de sécurité puis Carlos Sainz Jr. après la relance pour s'installer définitivement en quatrième position. Sainz et Hamilton conservent également leur position jusqu'au terme de l'épreuve, Lance Stroll se classe septième. George Russell, huitième avec suffisamment d'avance sur son poursuivant, rentre chausser des pneus tendres et obtient le point bonus du meilleur tour dans la dernière boucle. Esteban Ocon, qui roule derrière lui, dispute toute l'épreuve avec le même train de pneus durs et doit s'arrêter dans le cinquantième tour ; il recule à la quinzième place. Il en est de même pour Nico Hülkenberg qui tenait la dixième place et rentre au stand à trois tours du but. Ainsi, Lando Norris et Yuki Tsunoda récupèrent les derniers points en jeu.
Avec 33 points engrangés durant le weekend, Sergio Pérez (87 points) se rapproche de Max Verstappen (93 points) au championnat du monde. Fernando Alonso reste troisième (60 points), devant Lewis Hamilton (48 points) et Carlos Sainz (34 points), alors que Charles Leclerc (28 points) grimpe à la sixième place, à égalité de points avec George Russell. Lance Stroll (27 points) est huitième, suivi par Lando Norris (10 points) et Nico Hülkenberg (6 points). Au classement des constructeurs, Red Bull Racing (180 points) a désormais plus du double de points que son dauphin, Aston Martin (87 points). Mercedes (76 points) reste troisième devant Ferrari (62 points). Plus loin, à la cinquième place, McLaren (14 points) mène un peloton constitué d'Alpine (8 points), Haas (7 points), Alfa Romeo (6 points), AlphaTauri (2 points) et Williams (1 point).

### Grand Prix de Miami

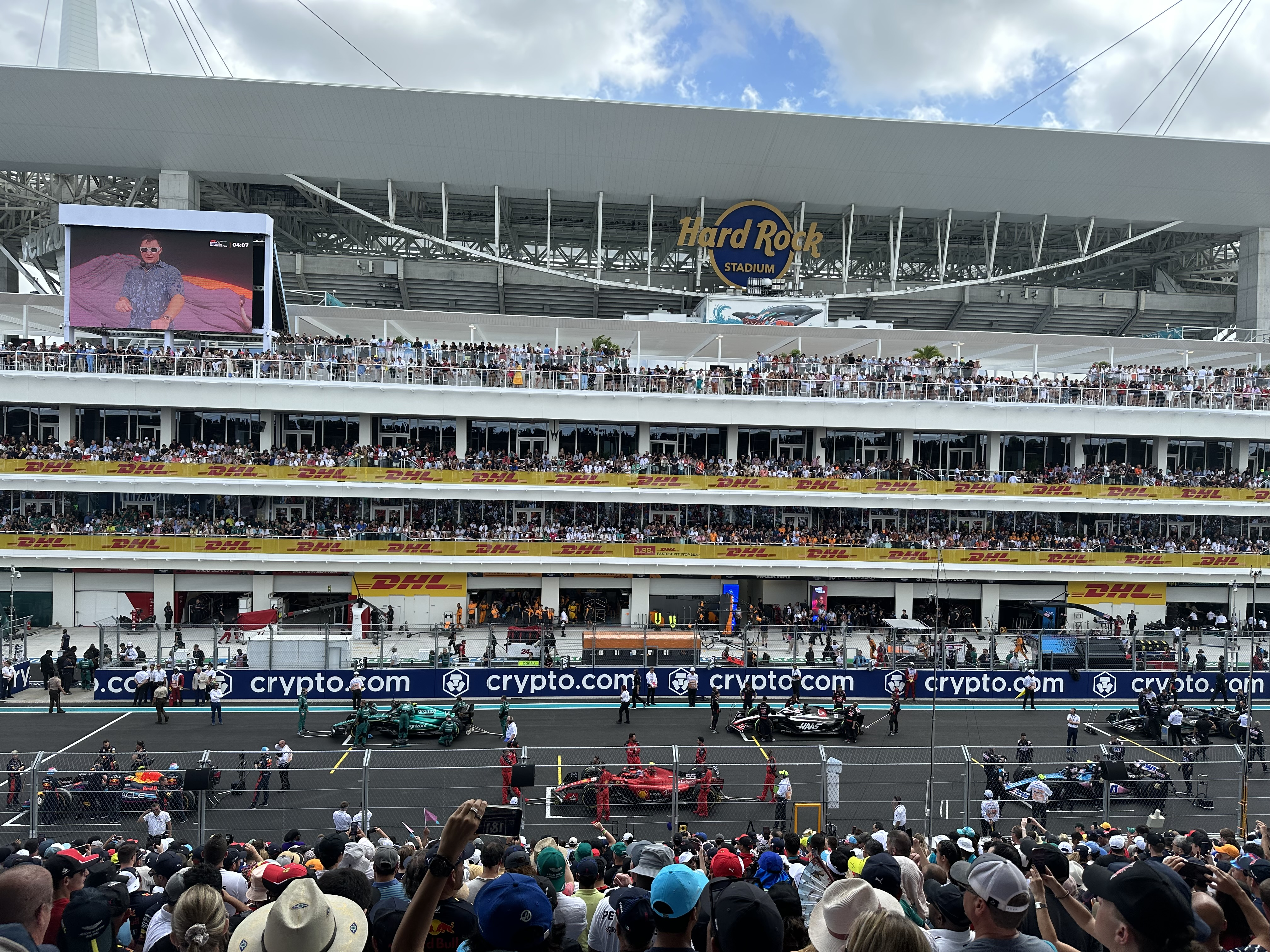
La grille de départ avec Sergio Pérez en pole position.

Sergio Pérez en pole position, pour la troisième fois de sa carrière, Fernando Alonso à ses côtés en première ligne, Carlos Sainz Jr. devant Kevin Magnussen sur la deuxième ligne, suivis par Pierre Gasly et George Russell : la composition du haut de la grille de départ est la résultante directe de l'impossibilité pour Charles Leclerc et Max Verstappen d'aller au bout de leurs deuxièmes tentatives en Q3 ; le Monégasque perd le contrôle de sa SF-23 dans le virage no 7 et tape les protections par l'arrière, ce qui provoque un drapeau rouge définitif à une minute trente du terme de la séance, alors que Verstappen, parti à la faute lors de sa première tentative, fonçait vers un probable meilleur temps, ayant réalisé en Q2 un chrono meilleur de celui valant à Pérez son départ en tête. Avec sa performance en première tentative, Leclerc est en quatrième ligne devant Esteban Ocon ; Verstappen part neuvième, accompagné en cinquième ligne par Valtteri Bottas qui comme lui, n'a pas pu effectuer de tour lancé.
Remonté de la neuvième à la seconde place en seulement quinze tours, Max Verstappen prend le meilleur sur son coéquipier Sergio Pérez pour remporter sa troisième victoire de la saison, la trente-huitième de sa carrière ; il égale ainsi le total de succès au volant d'une Red Bull, du quadruple champion du monde Sebastian Vettel. Derrière ce quatrième doublé en cinq courses de l'écurie de Milton Keynes, toujours invaincue, Fernando Alonso monte sur son quatrième podium de l'année, bien que son Aston Martin accuse plus de vingt-cinq secondes de retard.
Au départ, Pérez garde les commandes devant Alonso et Sainz, alors que Verstappen, chaussé de pneus durs, choix le plus judicieux puisque ceux-ci ne subissent pratiquement aucune dégradation au contraire de la gammme medium, entame sa remontée vers l'avant de la course avec, notamment, un double dépassement sur Leclerc et Magnussen alors en pleine bagarre, au quatrième tour. Au quatorzième et quinzième passages, grâce à son aileron arrière mobile,Verstappen double Sainz puis Alonso et revient à moins de quatre secondes de la tête. Pérez change ses medium pour des durs au vingtième tour tandis que Sainz, qui l'imite, écope de cinq secondes de pénalité pour un excès de vitesse dans la voie des stands. Désormais en tête, Verstappen  construit sa victoire en conservant, jusqu'au quarante-cinquième passage, ses pneus durs du départ et en maintenant un écart d'environ dix-huit secondes sur Pérez ; les Red Bull RB19 s'échangent les records du tour et tournent une seconde plus vite que le reste du plateau. Après qu'il chausse ses pneus medium, à douze boucles du terme, le Néerlandais n'a besoin que de deux tours pour dépasser son coéquipier et remporter l'épreuve en s'attribuant le point bonus à un tour de l'arrivée.
Derrière, Alonso tire une nouvelle fois son épingle du jeu en menant une course solitaire, loin des RB19 mais loin devant Sainz, puis Russell qui dépasse la Ferrari au trente-sixième tour pour s'emparer de la quatrième place. Le vétéran espagnol a même le temps d'observer les écrans géants pour saluer une belle manœuvre de dépassement de son coéquipier Lance Stroll. En vue de l'arrivée, Hamilton dépasse Leclerc pour le gain de la sixième place. Après avoir roulé en meilleure position durant la course, les Alpine de Pierre Gasly et Esteban Ocon terminent huitième et neuvième, alors que Magnussen, parti quatrième, sauve le point de la dixième place devant un petit train de DRS constitué de Yuki Tsunoda et de Lance Stroll.
Les trois premiers du championnat du monde confortent leurs positions, Verstappen (119 points) possédant 14 points d'avance sur Pérez (105 points), suivi d'Alonso (75 points). Hamilton conserve sa quatrième place (56 points) devant Sainz (44 points), Russell (40 points), Leclerc (34 points), Stroll (27 points), Norris (10 points) et Gasly, dixième avec 8 points. Red Bull Racing, toujours invaincu, occupe la tête du classement des constructeurs avec 224 points, loin devant Aston Martin (102 points), Mercedes (96 points) et Ferrarii (78 points). McLaren, cinquième avec 14 points, voit Alpine revenir à égalité de points ; suivent Haas (8 points), Alfa Romeo (6 points), AlphaTauri (2 points) et Williams (1 point).

### Grand Prix de Monaco
Max Verstappen sort vainqueur d'une Q3 haletante, parvenant à battre Fernando Alonso de 84 millièmes de seconde en toute fin de séance. Alors que Charles Leclerc, au volant d'une SF-23 rétive sur les bosses, prend tous les risques pour réaliser le meilleur temps à deux minutes de la fin, il est devancé de 22 millièmes de seconde par Alonso ; l'Espagnol peut, dès lors, croire qu'il va enfin partir en tête onze ans plus tard au moment où le drapeau à damier s'abaisse. Mais Verstappen doit achever sa deuxième tentative ; s'il accuse encore deux dixièmes de seconde de retard à la sortie du deuxième secteur, il parcourt un dernier secteur ahurissant, touchant deux fois le rail, à la piscine et dans la ligne droite en sortant d'Anthony Noghès, pour obtenir sa première pole position à Monaco, sa troisième de la saison et la vingt-troisième de sa carrière. Leclerc, désormais troisième, est ultérieurement pénalisé d'un recul de trois places pour avoir gêné Lando Norris dans le tunnel lors de la tentative du pilote McLaren. En conséquence, Esteban Ocon part troisième sur la deuxième ligne, devant Sainz. Lewis Hamilton et Charles Leclerc sont en troisième ligne, suivis de Pierre Gasly et George Russell ; les huit premiers se tiennent en une demi-seconde. La cinquième ligne est composée de Yuki Tsunoda et Lando Norris. Accidenté à Sainte-Dévote en Q1, Sergio Pérez s'élance dernier.
Rien ne vient perturber la marche triomphale de Verstappen dans les rues de la Principauté : ni un départ en pneus medium qu'il lui faudra gérer durant plus de cinquante tours, ni la pluie dans les vingt-cinq dernières boucles, ni les contacts avec le rail, ni Fernando Alonso son principal rival dans cette course qui termine à vingt-sept secondes en obtenant son meilleur résultat depuis le Grand Prix de Hongrie 2014. Verstappen obtient ainsi sa trente-neuvième victoire, sa quatrième de la saison et sa seconde à Monaco après 2021 ; il devient le pilote Red Bull le plus victorieux. Esteban Ocon résiste aux assauts de Carlos Sainz durant les trente premiers tours puis de Lewis Hamilton sous l'averse pour accompagner les deux champions du monde sur le podium.
Comme souvent à Monaco, la première partie de la course est peu palpitante, les positions des dix premiers n'évoluant guère même si Sainz tente, à plusieurs reprises, de ravir la troisième place à Ocon. La situation change drastiquement à partir du cinquantième tour, quand quelques gouttes commencent à tomber entre la descente du Portier et l'entrée du tunnel. Alonso s'arrête au cinquante-quatrième tour mais reste en pneus lisses, chaussant les medium tandis qu'au même moment, les pilotes Mercedes et Ocon optent pour des pneus intermédiaires. Une boucle plus tard, alors que l'averse redouble, Verstappen chausse à son tour des pneus sculptés sans perdre les commandes de la course : en effet, Alonso est contraint de faire de même. Alors que les trois premiers conservent leurs positions, Hamilton et Russell ont dépassé les Ferrari dans l'opération. Verstappen roule sans souci vers la première place d'une course menée de bout en bout, Alonso termine deuxième, en solitaire, et Ocon résiste jusqu'au bout à Hamilton qui précède son coéquipier Russell. Leclerc se classe sixième devant Gasly qui devance Sainz victime d'une stratégie hasardeuse. Les pilotes McLaren, Lando Norris et Oscar Piastri profitent de leurs bonnes qualifications pour prendre les derniers points en jeu.
Au classement du championnat, l'avance de Verstappen (144 points) sur son coéquipier Pérez (qui n'a pas marqué et en reste à 105 points) est désormais de 39 unités, alors qu'Alonso (92 points) se rapproche du Mexicain. Quatrième, Hamilton (69 points) devance Russell (50 points), Sainz (48 points) et Leclerc (42 points). Stroll (27 points) est suivi par Ocon (21 points) qui bondit au neuvième rang devant son coéquipier Gasly (14 points). Chez les constructeurs Red Bull Racing, toujours invaincu, totalise 249 points, loin devant Aston Martin (120 points), désormais talonné par Mercedes (119 points). Ferrari reste quatrième (90 points) alors qu'Alpine (35 points) se détache de McLaren (17 points) ; suivent Haas (8 points), Alfa Romeo (6 points), AlphaTauri (2 points) et Williams (1 point).

### Grand Prix d'Espagne
Une seule tentative en Q3 suffit à Max Verstappen pour mettre la concurrence à distance et obtenir sa première pole position à Barcelone, sa seconde consécutive une semaine après Monaco, et la vingt-quatrième de sa carrière. Alors que Charles Leclerc aux prises avec une SF-23 défaillante, ne parvient pas à s'extraire de la Q1, se retrouve avant-dernier et s'élance de la voie des stands, son coéquipier Carlos Sainz se hisse en première ligne à 462 millièmes de seconde du pilote Red Bull. Le regain de forme des McLaren et des Alpine se traduit par le troisième temps de Lando Norris, suivi par Pierre Gasly, qui réalisent chacun leur meilleure qualification de la saison ; le Normand étant pénalisé d'un recul de six places pour avoir gêné d'autres pilotes en Q3, Lewis Hamilton, qui s'est accroché avec son coéquipier George Russell en Q2, part en deuxième ligne. Sur la troisième ligne, figurent Lance Stroll et Esteban Ocon qui précèdent Nico Hülkenberg et Fernando Alonso, qui espérait mieux. Oscar Piastri devance Gasly sur la cinquième ligne. Juste derrière eux, Sergio Pérez n'est pas sorti de la Q2.
Formant un duo irrésistible avec sa monoplace, Max Verstappen rafle tout : le meilleur temps de tous les essais, la victoire, le meilleur tour, la domination du premier au soixante-sixième tour de la course et réalise le sixième hat trick et le troisième grand chelem de sa carrière. Il ne laisse que les miettes à ses rivaux au terme d'un week-end parfait ; « Ah non, pas parfait, je n'étais pas premier de la Q1 ! »  dit-il en riant après la course. Il remporte sa quarantième victoire, sa troisième consécutive et sa cinquième en sept courses, creusant un écart de 53 points sur son dauphin au championnat et coéquipier Sergio Pérez. Loin du double champion du monde en titre, les Mercedes, revigorées par l'abandon du concept sans pontons, obtiennent un double podium avec Lewis Hamilton et George Russell remonté de la douzième place sur la grille, après un excellent départ qui l'a vu pointer au septième rang après un tour.
Verstappen parti en pneus medium, n'a qu'à repousser un assaut de Carlos Sainz, en pneus tendres, par l'extérieur du premier virage, avant de s'échapper et de conserver la tête, même lors de ses deux arrêts au stand, puis de réaliser le meilleur tour quand il le désire. Derrière, alors que Norris perd tout le bénéfice de son troisième temps en s'accrochant avec Hamilton, Sainz est rapidement victime du comportement incompréhensible de sa SF-23 avec les différents composants pneumatiques, souci également pointé par Leclerc qui termine hors des points. Il est ainsi dépassé par Hamilton puis par Russell et enfin par Pérez qui se classe quatrième âpres être parti onzième. Les Aston Martin terminent sixième et septième, Alonso clamant qu'il n'a aucune intention d'attaquer son coéquipier Lance Stroll alors qu'il tient un meilleur rythme. Les Alpine sont à nouveau dans les points, Ocon huitième et Gasly dixième grâce à une pénalité de cinq secondes infligée à Yuki Tsunoda qui poussé Guanyu Zhou hors piste ; le Chinois récupère les deux points de la neuvième place.
Au classement du championnat du monde, Verstappen (cinq fois premier et deux fois deuxième en sept manches) qui totalise 170 points, est suivi par Pérez (117 points) et Alonso (99 points). Les pilotes Mercedes, Hamilton (87 points) et Russell (65 points), devancent les Ferrari de Sainz (58 points) et Leclerc (42 points). Au huitième rang, Stroll (35 points) précède les pilotes Alpine Ocon (25 points) et Gasly (15 points). Red Bull Racing, largement en tête du classement des constructeurs avec 287 points, est désormais suivi par Mercedes (152 points), qui dépasse Aston Martin (134 points). Ferrari (100 points) reste quatrième devant Alpine (40 points) et McLaren (17 points) ; suivent Alfa Romeo et Haas (8 points), AlphaTauri (2 points) et Williams (1 point).

### Grand Prix du Canada
Quels que soient les circonstances et les aléas météorologiques, Max Verstappen reste imbattable ; malgré des qualifications ponctuées par des averses plus ou moins intenses, s'interrompant notamment lors de la Q2 avant de reprendre de plus belle, il obtient sa cinquième pole position de la saison et la vingt-cinquième de sa carrière. Le leader du championnat, premier en piste en pneus intermédiaires en début de Q3, réussit, en deux tours, à afficher un temps de cinq secondes plus lent qu'en deuxième phase. Cinq minutes se sont écoulées quand Oscar Piastri tape le mur et provoque un drapeau rouge ; juste avant, Nico Hülkenberg réalise le deuxième temps, alors que Fernando Alonso est troisième, devant Lewis Hamilton. La pluie redouble et plus personne ne peut améliorer. Hülkenberg, n'ayant pas suffisamment ralenti sous drapeau rouge, est pénalisé d'un recul de trois places. Du coup, Alonso part aux côtés de Verstappen et les Mercedes d'Hamilton et de Russell occupent la deuxième ligne. Hülkenberg, cinquième en troisième ligne, devance Esteban Ocon. La quatrième ligne est aux couleurs des McLaren de Norris et de Piastri et Charles Leclerc, à nouveau éliminé en Q2, part dixième, derrière Alexander Albon en profitant d'une pénalité pour avoir gêné d'autres concurrents infligée à son coéquipier Carlos Sainz qui a réalisé le huitième temps et se retrouve onzième.
Sans personne dans ses rétroviseurs, Max Verstappen est, pour la troisième fois consécutive, en tête durant toute la course. Sur l'île Notre-Dame, devant 345 000 spectateurs, le Néerlandais offre sa centième victoire à Red Bull Racing à l'occasion de son quarante-et-unième succès personnel qui en fait l'égal d'Ayrton Senna. Il remporte sa sixième victoire de l'année, la quatrième consécutive sur un rythme qui peut l'emmener vers un troisième titre de champion du monde, tant sa supériorité est écrasante. Fernando Alonso sort vainqueur de sa lutte pour la deuxième place contre Lewis Hamilton qui a duré toute la course. Les Ferrari reviennent de loin pour compléter le Top 5.
Si les trois premiers à l'arrivée sont les mêmes qu'au départ, il n'en va pas ainsi durant toute l'épreuve. Alonso patine au départ, Hamilton le dépasse, et il doit résister à Russell pour conserver sa troisième position. Au onzième tour, Russell percute latéralement le mur à la sortie du virage no 9 avant l'épingle, lâchant de nombreux débris de sa W14 sur le tarmac. Il repart tandis que la voiture de sécurité entre en piste. Les premiers du classement (Verstappen, Hamilton, Alonso, Ocon, Norris, Piastri, Albon) en profitent pour foncer dans la voie des stands alors que Leclerc et Sainz restent en piste et se retrouvent quatrième et cinquième. Cette stratégie s'avère payante pour eux, dans la mesure où ils ne perdront pas leurs positions lors de leurs uniques arrêts tardifs, la plupart de leurs rivaux procédant à deux arrêts.
Après une sortie des stands musclée où Hamilton conserve l'avantage sur Alonso, l'Espagnol utilise son aileron arrière mobile pour lui reprendre la deuxième place, au vingt-deuxième tour. Sergio Pérez qui ne s'est pas arrêté au stand sous safety car  pour s'installer en sixième position, ne parvient pas ensuite à rivaliser avec les Ferrari au volant de sa RB19. Les positions se stabilisent et Verstappen n'est jamais menacé bien qu'il ne creuse pas un écart aussi important que lors des manches précédentes. Albon, « pilote du jour », effectue cinquante-huit tours avec le même train de pneus durs et grâce à une belle vitesse de pointe, marque les six points de la septième place en devançant Ocon qui doit repousser les assauts de Norris dans le dernier tour. Le pilote McLaren, neuvième sous le drapeau à damier, est pénalisé de cinq secondes pour avoir trop ralenti sous voiture de sécurité. En conséquence, Lance Stroll qui a dépassé Valtteri Bottas sur la ligne d'arrivée, lui laisse l'unité restante. Sergio Pérez, sixième place sécurisée, s'arrête à une boucle de la fin, et chaussé de pneus tendres, établit le meilleur tour en course pour profiter du point bonus. Onze titres mondiaux figurent sur le podium, le 104e d'Alonso et le 194e d'Hamilton.
Au championnat du monde, Verstappen (195 points) creuse une avance de 69 unités sur son coéquipier Pérez (126 points) qui voit Alonso (117 points) se rapprocher. Hamilton (102 points) consolide sa quatrième place devant Sainz (68 points), Russell (65 points) et Leclerc (54 points). Stroll (37 points) occupe la huitième place, suivi d'Ocon (29 points) et de Gasly (15 points). Red Bull Racing, qui poursuit son sans-faute, totalise 321 points, loin devant Mercedes (167 points), Aston Martin (154 points) et Ferrari (122 points). Alpine (44 points) est détaché au cinquième rang ; suivent McLaren (17 points), Alfa Romeo (9 points) et Haas (8 points), alors que grâce à Alexander Albon, Williams (7 points) laisse la dernière place à AlphaTauri (2 points).

### Grand Prix d'Autriche

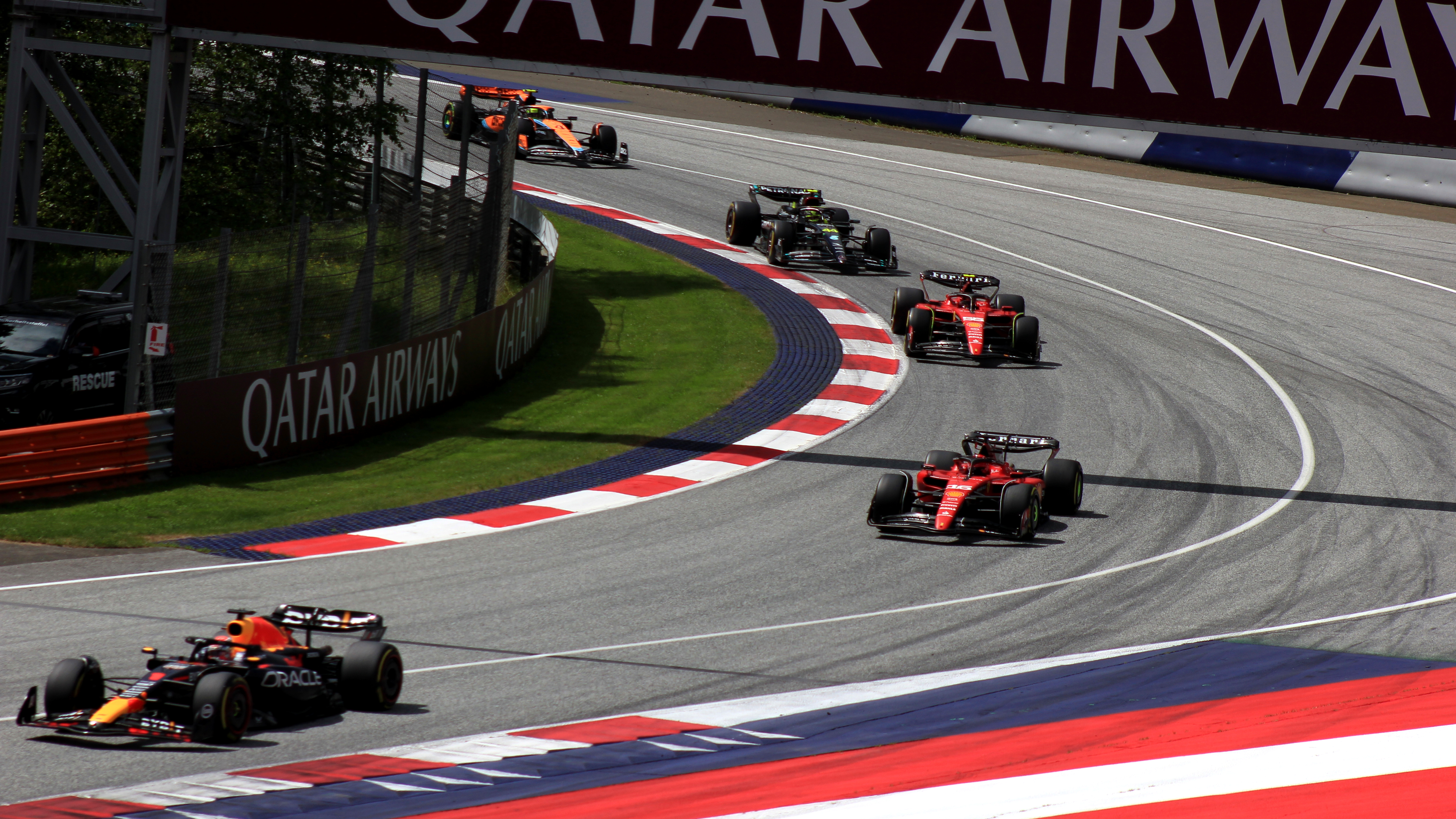
Max Verstappen, en tête du peloton, remporte, à Spielberg, sa cinquième victoire consécutive de la saison.

Max Verstappen réalise le meilleur temps des qualifications pour la course sprint devant son coéquipier Sergio Pérez, avec un écart de près d'une demi-seconde. Ils sont suivis de Lando Norris et Nico Hülkenberg, plus habitués au milieu de plateau. Charles Leclerc, cinquième devant Carlos Sainz, s'élance finalement en neuvième position, pénalisé pour avoir gêné Oscar Piastri. Les Aston Martin de Fernando Alonso et Lance Stroll suivent, Esteban Ocon part huitième et Kevin Magnussen dixième. Lewis Hamilton est éliminé à l'issue de la Q1, son temps étant annulé pour non respect des limites de la piste.
La course sprint se tient sous des conditions météo changeantes. La piste, d'abord humide, s'assèche au cours de la session, malgré le crachin. Verstappen conserve sa première place devant son coéquipier pourtant mieux parti. Norris chute au classement après un passage difficile au virage no 3, tandis que Nico Hülkenberg occupe pour quelques tours la deuxième place devant Sergio Pérez. Le dilemme réside dans la décision de chausser des pneus pour piste sèche en fin de course et de tenter de rattraper le retard engendré par l'arrêt ou de poursuivre avec les pneus intermédiaires du début de course malgré une usure conséquente et une surchauffe difficile à gérer. Les cinq premiers à l'arrivée, Verstappen, Pérez, Sainz, Stroll et Alonso ont optés pour la deuxième option. Hülkenberg, chaussé de medium à la fin du dix-septième tour, rattrape les Aston Martin en fin de course ; Ocon se classe septième devant Russell qui a chaussé des pneus tendres pour la fin de course.
Lors des qualifications établissant la grille pour le Grand Prix du dimanche, Max Verstappen réalise la pole position devant les Ferrari de Charles Leclerc et Carlos Sainz. Lando Norris confirme les performances en hausse de sa monoplace en se plaçant quatrième ; il devance Lewis Hamilton, Lance Stroll, Fernando Alonso, Nico Hülkenberg, Pierre Gasly et Alexander Albon. De nombreux pilotes voient leurs temps annulés pour dépassement des limites de la piste ; ainsi Pérez, auteur de trois tours lancés en Q2 invalidés, ne parvient pas à rejoindre la Q3 pour la quatrième fois consécutive.
Le premier tour de la course est marqué par une manœuvre osée de Yuki Tsunoda qui laisse de nombreux débris à la sortie du premier virage, ce qui provoque l'intervention de la voiture de sécurité. Nico Hülkenberg, victime d'une panne de moteur au quatorzième tour, abandonne. La stratégie optimale semble celle à deux arrêts, avec de très rares apparitions de la gomme tendre. Les difficultés des pilotes à respecter les limites du circuit, particulièrement aux virages no 9 et no 10, engendrent de nombreuses pénalités de temps, certaines distribuées après la course. Lewis Hamilton et Pierre Gasly perdent chacun une place, Carlos Sainz Jr. en perdant même deux. Max Verstappen, vainqueur, se permet de faire un arrêt à l'avant-dernier tour pour chausser des gommes tendres et ravir le meilleur tour en course à son coéquipier. Il devance  Charles Leclerc et Sergio Pérez. Lando Norris conserve sa quatrième place du départ et est élu pilote du jour. Fernando Alonso se classe cinquième, devant Sainz, déclassé. Lewis Hamilton, septième, cède sa position à son coéquipier Russell à cause de sa pénalité. De même, Pierre Gasly, neuvième sous le drapeau à damier, perd sa position au profit de Lance Stroll.
Grâce à sa cinquième victoire consécutive, Verstappen (229 points) creuse l'écart en tête du championnat du monde. Son coéquipier Sergio Pérez (148 points) précède Fernando Alonso (131 points), Lewis Hamilton (106 ponts) et Sainz (82 points). Leclerc et Russell, suivent, tous eux avec 72 points. Au championnat des constructeurs, Red Bull (377 points et toujours invaincu), se détache davantage de Mercedes (178 points), d'Aston Martin (175 points) et de Ferrari (154 points). Alpine (47 points) est isolé au cinquième rang ; suivent McLaren (29 points), Haas (11 points) Alfa Romeo (9 points), Williams (7 points) et  AlphaTauri (2 points).

### Grand Prix de Grande-Bretagne
Une immense clameur s'élève des gradins bondés quand, tout à la fin de la troisième phase des qualifications, Lando Norris réalise le meilleur temps lors de sa seconde tentative, battant Max Verstappen. La joie du public est de courte durée : bien qu'en retard à la sortie du deuxième secteur, Verstappen, au terme de son deuxième tour lancé, réalise la vingt-septième pole position de sa carrière, sa sixième de la saison. McLaren n'en fête pas moins le départ en première ligne de Norris et le troisième temps de son coéquipier Oscar Piastri qui part en deuxième ligne devant Charles Leclerc. Sur la troisième ligne, Carlos Sainz précède George Russell. Lewis Hamilton et Alexander Albon sont en quatrième ligne tandis que Fernando Alonso et Pierre Gasly s'élancent de la cinquième ligne.
À l'extinction des feux, la Red Bull RB19 du Néerlandais patine sévèrement et Norris prend la tête de la course sous les vivats du public tandis que Piastri, troisième, menace le leader du championnat dans les premiers virages. Au bout de quatre tours, profitant de son aileron arrière mobile, Verstappen n'a aucun mal à dépasser la MCL60 de Norris par l'intérieur du virage de Brooklands ; il prend dès lors définitivement la tête de la course. Norris conserve sa deuxième place sous le drapeau à damier et Hamilton les rejoint sur le podium, établissant un nouveau record (treize fois dans le même Grand Prix) alors qu'il roulait en septième position à la mi-course. Ils doivent toutefois leur résultat à un incident particulier ; en effet, alors que Piastri, Leclerc, Russell et Sainz qui roulaient devant le septuple champion du monde, se sont déjà arrêtés au stand, le moteur de la Haas de Magnussen prend feu au trente-deuxième tour, le contraignant à stopper en bord de piste, ce qui  provoque la sortie de la voiture de sécurité et offre un arrêt « gratuit » à Verstappen, Norris et Hamilton. 
Le trio de tête est ainsi définitivement formé mais également le top 5, avec Piastri et Russell. Revenu du fond du classement, Pérez dépasse Alonso au quarante-sixième tour pour le gain de la sixième place. Albon, difficile à dépasser en raison de la rapidité de sa Williams en ligne droite, se classe huitième, laissant les Ferrari de Leclerc et de Sainz, empêtrées dans leur mauvaise gestion des arrêts au stand, prendre les unités restantes. 
Compte tenu des six tours de neutralisation, Verstappen ne creuse qu'un écart de trois secondes sur le deuxième mais n'a aucune concurrence pour l'obtention du point du meilleur tour, dans la quarante-deuxième boucle, obtenant ainsi le huitième Hat trick de sa carrière à l'occasion de sa sixième victoire consécutive, la huitième de la saison et sa quarante-troisième. 
Verstappen (255 points), largement en tête du championnat du monde, augmente encore son écart sur coéquipier Pérez (156 points) qui précède Alonso (137 points), Hamilton (121 points) et Sainz (83 points), talonné par Russell (82 points). Leclerc, septième (74 points), est suivi par Stroll (44 points), Norris (42 points) et Ocon (31 points). Au championnat des constructeurs, Red Bull, 411 points et toujours invaincu, précède Mercedes (203 points), Aston Martin (181 points) et Ferrari (157 points). Plus loin, McLaren double d'un coup son capital (59 points) et s'empare de la cinquième place en dépassant Alpine (47 points)  qui n'a pas marqué ; suivent Haas et Williams (11 points chacun), Alfa Romeo (9 points) et AlphaTauri (2 points).

### Grand Prix de Hongrie
Lewis Hamilton réalise sa 104e pole position, sa première depuis le 4 décembre 2021, en devançant de trois millièmes de seconde Max Verstappen qui n'a pas réussi à améliorer son temps lors de sa deuxième tentative en Q3. La veille, seulement seizième des deuxièmes essais libres, Hamilton déclarait pourtant que sa W14 était « pire que jamais ». Le regain de forme des McLaren se traduit par une deuxième ligne composée de Lando Norris et Oscar Piastri. Zhou Guanyu devance Charles Leclerc sur la troisième ligne alors qu'avec le septième temps Valtteri Bottas, sur l'autre Alfa Romeo C43, précède Fernando Alonso en quatrième ligne. Après cinq échecs successifs, Sergio Pérez atteint la Q3 et part neuvième, devant Nico Hülkenberg.
À l'issue des soixante-dix tours de course, Red Bull Racing établit un nouveau record, à cheval sur deux saisons, de douze victoires consécutives ; Max Verstappen obtient quant à lui sa septième victoire de rang, à deux succès du record établi en 2013 par Sebastian Vettel. Le Néerlandais mène l'ensemble de l'épreuve après avoir dépassé le poleman Lewis Hamilton dès le premier virage. Il effectue une course tranquille avec une stratégie à deux arrêts au stands, s'attribuant le point bonus du meilleur tour. Au départ, Hamilton est aussi dépassé par les McLaren, Oscar Piastri à l'intérieur puis Lando Norris à l'extérieur du virage no 3. Le choix stratégique de McLaren concernant la gestion des arrêts de ses pilotes s'avère plus favorable à Norris qui termine deuxième, comme à Silverstone deux semaines plus tôt (cette fois à 33 secondes du vainqueur), qu'à Piastri, cinquième après avoir été dépassé au quarante-sixième tour par Sergio Pérez qui termine sur le podium. Hamilton, en manque de rythme, se classe quatrième.
Le départ est fatal aux Alpine, victimes collatérales des déboires de Zhou Guanyu, auteur de la meilleure performance de sa carrière en qualifications (cinquième), qui reste scotché sur la grille à l'extinction des feux ce qui provoque, par ricochet, l'accrochage entre Esteban Ocon et Pierre Gasly. La course, faible en rebondissements, voit notamment Charles Leclerc, en lutte pour le top 5, pénalisé d'une part par un premier arrêt au stand s'éternisant neuf secondes puis par une sanction de cinq secondes pour excès de vitesse dans la voie des stands ; il passe la ligne d'arrivée sixième puis rétrograde d'un rang, laissant les huit points à George Russell, alors que Carlos Sainz se classe huitième. Moins fringantes qu'en début de saison, les Aston Martin rentrent dans le rang, Fernando Alonso se classanrt neuvième devant Lance Stroll, à un tour du vainqueur.
Au championnat du monde, Verstappen (281 points) porte à 110 points son avance sur son dauphin Pérez (171 points). Alonso, qui a marqué à chaque course, conserve sa troisième place (139 points) mais Hamilton, tout aussi régulier, reste proche (133 points) ; suivent Russell, cinquième (90 points), Sainz (87 points) et Leclerc (80 points). Norris, qui a marqué 36 points en deux courses, compte 60 points et prend le meilleur sur Stroll (45 points) et Ocon, dixième (31 points). Au championnat des constructeurs, Red Bull Racing (452 points), a toujours plus du double de points que son plus proche poursuivant, Mercedes (223 points), qui devance Aston Martin (184 points) et Ferrari (167 points). McLaren (87 points) creuse l'écart sur Alpine (47 points), sixième, qui précède Haas (11 points), Williams (11 points), Alfa Romeo (9 points) et AlphaTauri (2 points).

### Grand Prix de Belgique
Ce Grand Prix est le troisième de la saison à accueillir un samedi « sprint » selon une nouvelle formule qui en fait une course indépendante. Par ailleurs, avancé d'un mois par rapport aux éditions précédentes, sa conclusion marque l'entrée dans la trêve estivale d'un mois, la manche suivante ayant lieu fin août aux Pays-Bas.
À l'issue des qualifications, sur une trajectoire sèche en Q3 après un début de journée particulièrement arrosé, Max Verstappen relègue Charles Leclerc et Sergio Pérez à près d'une seconde ; toutefois, pénalisé d'un recul de cinq places sur la grille de départ du Grand Prix en raison de l'installation d'une cinquième boîte de vitesses dans sa RB19, il s'élance en troisième ligne. Le Néerlandais rappelle opportunément qu'il a gagné à Spa en 2022 en partant quatorzième. Le Monégasque s'élance en conséquence depuis la pole position avec Pérez à ses côtés en première ligne. Progressant eux aussi d'un rang, Lewis Hamilton et Carlos Sainz occupent la deuxième ligne. Oscar Piastri devance Verstappen en troisième ligne, Lando Norris et George Russell suivent sur la quatrième ligne tandis que la cinquième ligne est aux couleurs des Aston Martin de Fernando Alonso et Lance Stroll.
Meilleur temps du sprint shootout avec seulement onze millièmes de seconde d'écart sur Oscar Piastri, Max Verstappen remporte le sprint réduit à onze tours, devant le rookie australien et Pierre Gasly. Une violente averse s'abat sur le circuit au moment où doit être donné le départ du sprint. Au bout d'une demi-heure, la pluie cesse mais la piste reste sévèrement détrempée et les pilotes s'élancent en pneus pluie pour quatre tours derrière la voiture de sécurité. Quand elle s'écarte, la moitié du plateau plonge dans la voie des stands pour passer les gommes intermédiaires, l'autre moitié restant en piste un tour supplémentaire. Piastri se retrouve ainsi en tête de la course devant Verstappen et lui résiste jusqu'à ce que Fernando Alonso percute le mur, provocant la sortie de la voiture de sécurité. À la relance, au sixième tour, Verstappen se colle dans les échappements de la McLaren en montant le raidillon de l'Eau Rouge, déboîte et la dépasse avant même la ligne droite de Kemmel. Derrière le trio de tête à l'arrivée de cette épreuve de 24 minutes, Sainz, Leclerc, Norris, Hamilton (arrivé quatrième mais pénalisé de cinq secondes pour avoir accroché Pérez) et Russell marquent des points.
Au terme des quarante-quatre tours du Grand Prix, Max Verstappen remporte une huitième victoire consécutive, sa dixième de la saison et la quarante-cinquième de sa carrière. Red Bull obtient son vingt-septième doublé avec la deuxième place de Sergio Pérez et reste invaincu en 2023 en établissant les records de douze succès consécutifs sur le même exercice et de treize victoires d'affilée à cheval sur deux saisons. Charles Leclerc, aisément dépassé par Pérez à la sortie du raidillon quelques centaines de mètres après l'extinction des feux, doit se satisfaire de son troisième podium de l'année, roulant en solitaire en troisième position d'une course à peine pimentée par une brève averse qui ne nécessite pas le recours aux pneus sculptés. Le Mexicain roule devant jusqu'aux changements de pneus tandis que Verstappen est déjà deuxième derrière lui après neuf tours. Le double champion du monde ressort des stands à deux secondes de son coéquipier, lui ravit la tête au dix-septième tour et porte l'écart à 22 secondes sur la ligne d'arrivée. L'épreuve est également animée par quelques échanges radios musclés entre Verstappen et son ingénieur de piste Gianpiero Lambiase qui lui demande notamment d'« utiliser [sa] tête ». 
Quatrième sans pouvoir menacer la Ferrari mais avec une belle avance sur Fernando Alonso, Lewis Hamilton s'arrête dans l'avant-dernière boucle pour établir le meilleur tour sous le drapeau à damier et subtiliser le point bonus à Verstappen. Il devance Alonso et son coéquipier George Russell dont la course a été compromise dès le départ lorsqu'il a dû éviter l'accrochage qui a provoqué l'abandon d'Oscar Piastri et de Carlos Sainz. Au septième rang, Lando Norris se félicite d'avoir fait l'undercut à « au moins dix voitures » après son arrêt du dix-septième tour pour chausser des pneus tendres alors qu'il évoluait en fond du peloton. Esteban Ocon conduit son Alpine à la huitième place en dépassant notamment Yuki Tsunoda puis Lance Stroll qui prennent les derniers points en jeu.  
Au classement du championnat du monde, Verstappen (314 points), largement en tête, a désormais 125 unités d'avance (l'équivalent de cinq victoires) sur son coéquipier Pérez (189 points). À la troisième place, Alonso (149 points) voit revenir Hamilton (148 points). Leclerc, cinquième, devance Russell à égalité de points (99 chacun). Ils sont talonnés par Sainz (92 points) et suivis par Norris (69 points), Stroll (47 points) et Ocon, dixième avec 35 points. Chez les constructeurs, Red Bull, toujours invaincu, compte 503 points, plus du double de Mercedes (247 points). Aston Martin (196 points) et Ferrari (191 points) sont dans le match pour la troisième place. McLaren (103 points) est cinquième, loin devant Alpine (57 points) ; suivent Williams, Haas (11 points chacun), Alfa Romeo (9 points) et AlphaTauri (3 points).

### Grand Prix de Singapour

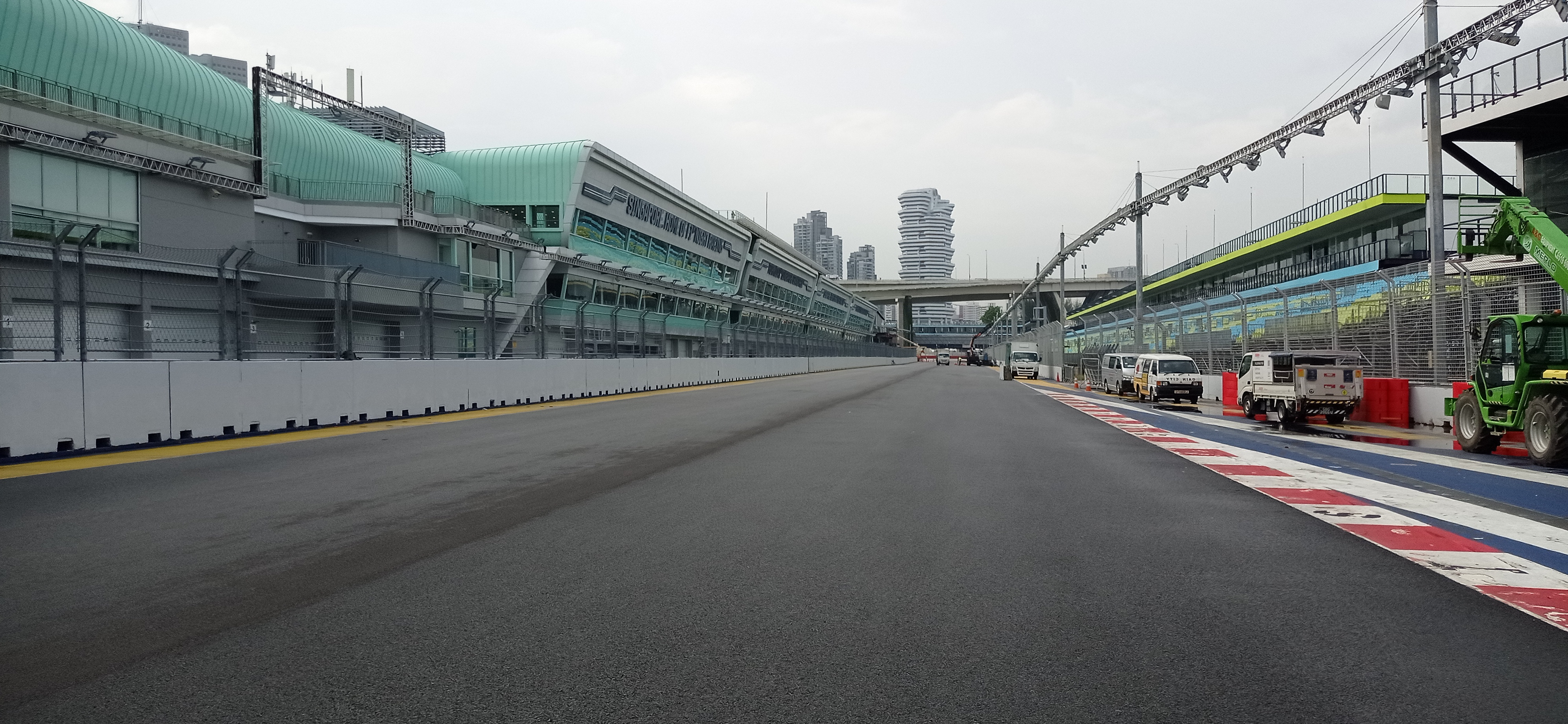
Le circuit urbain de Singapour, raccourci, en cours de montage à la mi-août.

Alors que, pour la première fois de la saison, Max Verstappen en difficulté avec sa RB19, ne s'extrait pas de la Q3 et s'élance onzième, Carlos Sainz obtient sa deuxième pole position consécutive, la cinquième de sa carrière. Les Ferrari occupent la première ligne en fin de séance, quand George Russell intercale sa Mercedes W14 en prenant l'ascendant sur Charles Leclerc, repoussé en deuxième ligne, avec Lando Norris. Lewis Hamilton, cinquième, devance Kevin Magnussen en troisième ligne ; ils précèdent Fernando Alonso et Esteban Ocon. Nico Hülkenberg et Liam Lawson (pour la première fois en Q3) partent de la cinquième ligne. Lance Stroll, qui s'est violemment crashé à la fin de la Q1, provoquant une longue interruption au drapeau rouge, est forfait pour la course.
Leader de la course de bout en bout et faisant preuve, dans les derniers tours, d'une belle intelligence tactique, Carlos Sainz met fin aux parcours hégémoniques de Red Bull Racing qui restait invaincue en 2023, et de Max Verstappen dont la série record s'arrête à dix victoires consécutives. Le podium, inédit cette saison, voit Sainz s'imposer pour la deuxième fois de sa carrière, en offrant à son patron Frédéric Vasseur sa première victoire en Formule 1, et Lando Norris occuper la deuxième place devant Lewis Hamilton qui porte son record à 196 podiums.   
La stratégie de la Scuderia Ferrari fonctionne de façon limpide au départ : chaussé de pneus tendres, contrairement aux autres pilotes du haut de la grille, Charles Leclerc dépasse George Russell dès l'extinction des feux et peut ainsi rouler en deuxième position en protégeant son coéquipier, les ingénieurs de course lui demandant de ralentir le peloton autant que possible. Tout est pourtant remis en cause quand, au dix-neuvième tour, Logan Sargeant tape le mur et rentre lentement vers son stand sans son aileron avant, coincé sous son train avant, ce qui laisse de nombreux débris de carbone en piste. La voiture de sécurité déployée, Sainz profite d'un arrêt gratuit, alors que Leclerc, qui arrive devant son box quelques secondes plus tard, doit patienter pour repartir en raison du trafic intense dans la voie des stands ; il est ainsi dépassé par Verstappen et Pérez qui, partis en pneus durs, sont restés en piste, mais aussi par Russell, Norris et par Hamilton. 
Quand elles effectuent leurs arrêts, au 39e et 40e tours, les Red Bull plongent en queue de classement ; Sainz est toujours en tête, devant Russell, Norris, Hamilton, Leclerc et Ocon. Le pilote Alpine abandonne en bord de piste, boîte de vitesses cassée, au quarante-deuxième tour, ce qui provoque le déclenchement de la voiture de sécurité virtuelle. Mercedes tente alors un pari tactique en arrêtant ses deux pilotes, au quarante-quatrième passage, pour profiter des trains de pneus medium neufs gardés en réserve. Ressortis à 25 et 30 secondes du trio de tête, ils tournent deux secondes au tour plus vite que les leaders, fondent sur Leclerc qu'ils dépassent à huit tours de l'arrivée puis reviennent dans les roues de Norris, lui même dans les échappements de Sainz. Constatant la situation, l'Espagnol décide de légèrement ralentir pour laisser Norris à moins d'une seconde, dans sa zone DRS. Ainsi, en ouvrant son aileron arrière mobile dans les lignes droites, le pilote McLaren le protège des Mercedes et, accessoirement, protège sa deuxième place. Dans le dernier tour, Russell, à l'attaque, accroche le mur et part tout droit se planter dans les protections. Hamilton monte dès lors sur le podium et Leclerc finit quatrième en contenant, sur la ligne d'arrivée, Verstappen revenu de loin. Pierre Gasly se défait des Haas et d'Oscar Piastri et se classe sixième devant le rookie australien ;  Sergio Pérez termine loin derrière lui. Le novice Liam Lawson termine neuvième pour son troisième départ dans la discipline alors que ses prédécesseurs chez AlphaTauri (Nyck de Vries et Daniel Ricciardo) n'ont pas inscrit le moindre point en douze manches disputées. Sixième sur la grille, Kevin Magnussen sauve le point de la dixième place.  
L'avance de Verstappen (374 points) sur Pérez (223 points) au championnat du monde (151 unités) est telle qu'il pourrait être sacré dès le Qatar. Grâce à son podium, Hamilton (180 points) déloge Alonso (170 points), qui n'a pas marqué, de la troisième place. Suivent les pilotes Ferrari, Sainz (142 points) devant Leclerc (123 points) et, au septième rang, Russell (109 points) qui devance Norris (97 points). Plus loin, Stroll (47 points) est sous la menace de Gasly (45 points) et de Piastri, onzième avec 42 points. Chez les constructeurs, Red Bull Racing (597 points) est proche de conserver son titre, avec toujours plus du double de points que Mercedes (289 points) dont la deuxième place reste sous la menace de Ferrari (265 points). Aston Martin recule au quatrième rang (217 points) mais garde de la marge sur McLaren (139 points) et Alpine (81 points). Williams pointe au septième rang, grâce aux 21 points du seul Alexander Albon, et devance Haas (12 points), Alfa Romeo (10 points) et AlphaTauri (5 points).

### Grand Prix du Japon
Une semaine après ses déboires lors du Grand Prix de Singapour, Max Verstappen, intouchable en qualifications, réalise sa neuvième pole position de la saison, la vingt-neuvième de sa carrière, après avoir dominé toutes les séances d'essais en étant le seul à boucler le tour en moins de 1 min 29 s. À plus d'une demi-seconde, le rookie australien Oscar Piastri atteint pour la première fois de sa carrière la première ligne. Son coéquipier Lando Norris est en deuxième ligne, devant Charles Leclerc. Sergio Pérez précède Carlos Sainz Jr. sur la troisième ligne, suivis par les Mercedes de Lewis Hamilton et George Russell. Yuki Tsunoda et Fernando Alonso sont neuvième et dixième. 
En s'imposant pour la treizième fois de la saison, après avoir dominé le weekend de bout en bout pour finir la course avec dix-neuf secondes d'avance sur son plus proche poursuivant, Max Verstappen permet à son écurie Red Bull Racing d'obtenir son sixième titre de champion du monde des constructeurs, le second consécutif. Derrière le Néerlandais, qui réalise à Suzuka le neuvième Hat trick de sa carrière, McLaren complète le podium avec Lando Norris devant Oscar Piastri, pour la première fois dans le Top 3 dès son seizième Grand Prix dans la discipline. 
À l'extinction des feux, Verstappen se trouve pris en sandwich entre les McLaren qui se sont portées à sa hauteur ; il se rabat pourtant en tête dans le double gauche tandis que Norris prend le meilleur sur Piastri. Le double champion du monde en titre creuse alors un écart abyssal et ne cède les commandes que pour deux tours, lors de son arrêt au stand. À son second arrêt, au trente-septième tour, son avance est telle qu'il reprend la piste, seul, à l'avant. Une fois sorti de la voie des stands, il enfonce le clou en réalisant le meilleur tour en course au volant de sa « fusée intersidérale » qui s'inscrit comme nulle autre monoplace dans les virages des esses, du double Degner, du 130R ou de Spoon. 
Piastri passe au stand avant son coéquipier pour réaliser un undercut et accéder à la deuxième position. Toutefois, au vingt-sixième tour, son stand lui demande de laisser passer Norris, alors plus rapide et qui terminera avec dix-sept secondes d'avance. Dès lors, le podium est définitivement fixé car Leclerc, qui évolue au quatrième rang, achève ainsi la course sans être en mesure de rivaliser avec les Mclaren.
Hamilton, qui se classe cinquième, bénéficie également d'une consigne d'écurie demandant à Russell d'échanger leurs positions au quarante-huitième tour ; à l'agonie avec ses gommes car parti sur une stratégie à un seul arrêt, Russell ne peut même plus résister au retour de Sainz qui le double deux boucles plus tard pour prendre la sixième place. Alors qu'Alonso franchit la ligne d'arrivée isolé, à la huitième place, une autre injonction, émanant d'Alpine, détermine les dernières places dans les points puisque Gasly est sommé de céder la neuvième place à son coéquipier Ocon dans le dernier tour.
Max Verstappen (400 points) possède désormais 177 unités d'avance sur son dauphin, Sergio Pérez (223 points), qui a abandonné. Il pourra remporter son troisième titre mondial dès la course sprint du Grand Prix du Qatar. Lewis Hamilton (190 points) est solidement installé en troisième position, devant Fernando Alonso (174 points), Carlos Sainz (150 points) et Charles Leclerc (142 points), tous trois en lice pour le podium final. Au septième rang, Lando Norris (115 points) devance George Russell, à égalité de points. Oscar Piastri progresse à la neuvième place (57 points) en délogeant Lance Stroll (47 points). Avec 623 points, Red Bull Racing remporte son sixième titre de champion du monde des constructeurs à six courses de la fin. La deuxième place reste en jeu entre Mercedes (305 points) et Ferrari (285 points). Aston Martin, qui marque le pas dans la deuxième partie de la saison, occupe la quatrième place (221 points), menacé par McLaren (172 points) qui suit une trajectoire inverse. Suivent Alpine (84 points), Williams (21 points), Haas (12 points), Alfa Romeo (10 points) et AlphaTauri (5 points).

### Grand Prix du Qatar
Après une première édition disputée en 2021, le Grand Prix Qatari revient au calendrier avec contrat de dix ans à la clé. Il s'agit par ailleurs cette année du quatrième weekend de Grand Prix (sur six) comprenant l'organisation d'une course sprint le samedi.
Max Verstappen n'a besoin que d'une seule tentative en Q3 pour mettre la concurrence à la raison avant de descendre de sa monoplace et d'observer ses rivaux se battre pour les accessits sur la grille de départ du Grand Prix dominical. Il réalise sa dixième pole position de la saison, la trentième de sa carrière. Alors que son coéquipier Sergio Pérez, mais aussi Carlos Sainz Jr., ne se sont pas extraits de la Q2, Lando Norris voit ses espoirs de départ en première ligne s'envoler avec l'annulation de son temps pour être sorti des limites de la piste et part dixième. Auteur du quatrième temps, Oscar Piastri, pénalisé pour la même raison, recule au sixième rang. Les Mercedes en profitent, George Russell s'élançant en première ligne et Lewis Hamilton sur la deuxième, devant Fernando Alonso. Charles Leclerc précède Piastri sur la troisième ligne ; ils sont suivis par les Alpine de Pierre Gasly et Esteban Ocon. Neuvième, Valtteri Bottas part devant Norris.
Oscar Piastri, en pole position de la course sprint, la remporte devant Max Verstappen qui s'adjuge son troisième titre de champion du monde alors qu'il reste six Grands Prix à disputer, course dominicale qatarie comprise. Ce sprint, neutralisé à trois reprises, se joue principalement entre les monoplaces chaussées de pneus medium et celles qui, comme les Ferrari, George Russell et Fernando Alonso, s'élancent en gommes tendres. En verve en début de course, ils rétrogradent inéluctablement à la fin : dans le dernier tour, Lando Norris ravit la troisième place à Russell alors que Lewis Hamilton, parti douzième, s'attribue le cinquième rang aux dépens des Ferrari. De son côté, après un départ très prudent qui le voit boucler le premier tour en cinquième position, Verstappen remonte facilement jusqu'au deuxième rang ; il devient champion dès le dixième tour, quand Sergio Pérez, son unique rival encore en lice pour le titre, abandonne dans le bac à sable, victime collatérale d'un accrochage entre Esteban Ocon et Nico Hülkenberg.
Insatiable, Max Verstappen continue sur le rythme de sa saison record : le dimanche, le triple champion du monde passe toute la course en tête, s'octroit le meilleur tour dans l'avant-dernière boucle et réalise son second Grand chelem de l'année. Il obtient sa quatorzième victoire de la saison, la quarante-neuvième de sa carrière, atteignant 433 points, plus de 200 de mieux que son dauphin Sergio Pérez. Le déroulement de la course est atypique puisque, pour des raisons de sécurité, Pirelli a limité à dix-huit le nombre maximal de tours par train de pneus, ce qui entraîne un minimum de trois arrêt. Les pilotes McLaren, comme deux semaines plus tôt au Japon, se mettent à nouveau en valeur mais cette fois dans l'ordre inverse avec la deuxième place d'Oscar Piastri qui obtient son meilleur résultat dans la discipline, devant Lando Norris. De nombreux pilotes qui ont dû attaquer tout du long par une chaleur étouffante, terminent l'épreuve exténués. 
Les McLaren bénéficient, au départ, de l'accrochage au premier virage entre Hamilton et Russell lorsque le septuple champion du monde force le passage à l'extérieur, perd une roue et abandonne tandis que Russell repart dernier. Au milieu de ce chaos, Piastri parti sixième, s'infiltre à l'intérieur, dépasse d'un coup Alonso et Leclerc et se retrouve deuxième derrière la Red Bull no 1 ; il conserve cette position jusqu'au bout, au gré des passages au stand qui perturbent la lecture du classement, sauf pour Verstappen qui mènera durant toute la course. Norris, qui revient en troisième position à coup de records du tour, souhaite attaquer son coéquipier mais une consigne d'équipe lui demande fermement de garder sa position. Très en verve, Russell remonte au classement et ravit la quatrième place à Leclerc au jeu des troisièmes arrêts au stand en ressortant devant lui grâce à une vitesse nettement supérieure en piste. Alonso, qui se plaint une nouvelle fois d'être gêné par un siège baquet brûlant, navigue au sixième rang sans espérer mieux en contenant Ocon jusqu'au drapeau à damier. Pour la première fois de la saison, les Alfa Romeo marquent toutes deux des points avec Bottas huitième et Zhou neuvième. Dans le cinquante-troisième tour, Gasly dépasse Stroll pour le gain de la dixième place mais, après un hors-piste, lui rend la position dans la boucle suivante ; en embuscade, Pérez en profite pour les dépasser et s'attribuer le point restant. Ces trois pilotes ainsi qu'Alexander Albon qui termine treizième, accumulent les pénalités pour de trop nombreux dépassements des limites de la piste. 
Sacré champion du monde la veille à l'arrivée du sprint, Max Verstappen (433 points) possède désormais 209 points d'avance sur Sergio Pérez (223 points). Au troisième rang, Lewis Hamilton malgré ses quatre points du sprint (194 points) voit Fernando Alonso (183 points) se rapprocher. Carlos Sainz (153 points) et Charles Leclerc (145 points), restent en lice pour le podium final. Au septième rang, Lando Norris (136 points) passe devant George Russell (132 points) tandis que Oscar Piastri qui engrange 26 points à Losail, (83 points) accélère sa remontée. Lance Stroll (47 points), Pierre Gasly (46 points) et Esteban Ocon (44 points) sont dans un mouchoir pour la dixième place. Champion du monde des constructeurs depuis le Grand Prix du Japon, Red Bull Racing embellit son capital grâce à Verstappen (657 points) alors que Mercedes, deuxième avec 326 points, reste menacé par Ferrari (298 points). Aston Martin (230 points) quatrième, voit McLaren (219 points) revenir comme un boulet de canon ; suivent Alpine (90 points), Williams (23 points), Alfa Romeo (16 points), Haas (12 points) et AlphaTauri (5 points).

### Grand Prix de Mexico
Loin de Max Verstappen lors des trois séances d'essais libres, les Ferrari SF-23 prennent les devants au moment décisif de la troisième phase des qualifications : Charles Leclerc n'a besoin que de sa première tentative pour obtenir la vingt-deuxième pole position de sa carrière, la quatrième d'une saison où il ne s'est pas encore imposé en course. À 67 millièmes de seconde, son coéquipier Carlos Sainz Jr. l'accompagne en première ligne. Ils devancent le triple champion du monde néerlandais qui part en deuxième ligne devant Daniel Ricciardo au volant de son AlphaTauri AT04 qui semble s'être remis de sa fracture du poignet. Devant son public, Sergio Pérez part cinquième, Lewis Hamilton à ses côtés. Oscar Piastri est sur la quatrième ligne, palliant l'absence de Lando Norris piégé en Q1, suivi par George Russell. Les inattendues Alfa Romeo C43 de Valtteri Bottas et Zhou Guanyu forment la cinquième ligne.
Trois semaines après avoir conquis son troisième titre de champion du monde, Max Verstappen continue à battre des records en remportant une seizième victoire dans la saison et en portant sa marque à 854 tours et 4 166 kilomètres en tête ; il rejoint Alain Prost au quatrième rang des pilotes les plus victorieux avec cinquante-et-un succès. Seul en piste et en tête dès la sortie du premier virage, il n'est jamais inquiété, même par Lewis Hamilton qui termine à treize secondes, alors que le poleman Charles Leclerc ne peut faire mieux que la troisième marche du podium à vingt-trois secondes du vainqueur.   
Au départ, Sergio Pérez, bénéficiant de l'aspiration de son coéquipier, tente un dépassement sur Leclerc par l'extérieur du premier virage, alors que Verstappen a déjà pris l'avantage à l'intérieur. Pris en sandwich entre les Red Bull, Leclerc ne peut éviter l'accrochage qui propulse la RB19 en l'air et arrache le déflecteur gauche de l'aileron avant de la Ferrari. Si Leclerc peut continuer dans des conditions pas si pénalisantes, les dégâts sur la monoplace du Mexicain provoquent son abandon, ce qui arrache des cris de dépit aux tribunes combles. Verstappen s'échappe facilement en tête et Leclerc, sur un bon rythme en deuxième position, tient son coéquipier Sainz à distance. Au dixième tour, Hamilton, parti sixième, dépasse Ricciardo et prend la quatrième position. Verstappen observe son arrêt au stand dès le vingtième tour, repart sixième en pneus durs et entame sa remontée ; il est déjà deuxième quand le leader Leclerc s'arrête, au trente-et-unième tour, lui rendant les commandes. À ce moment que Kevin Magnussen, victime d'un bris mécanique, pulvérise sa Haas VF-23 dans les protections du virage no 8. La procédure de voiture de sécurité virtuelle est déployée et Verstappen bénéficie dès lors d'un arrêt gratuit pour se chausser de neuf, ce qui ruine la stratégie de Ferrari pour lui contester la victoire. Le drapeau rouge est brandi au tour suivant pour permettre l'évacuation de la monoplace en flammes et la remise en état des barrières.
Lors du deuxième départ, arrêté, Verstappen s'échappe immédiatement et creuse les écarts habituels sur la concurrence. Hamilton dépasse Leclerc dans la quarantième boucle et tente, sans succès, de se lancer à la chasse du Néerlandais. Sainz mène une course solitaire au quatrième rang, tandis que Norris, revenu du dix-septième rang, et qui perd encore cinq places au deuxième départ pour se retrouver quinzième, effectue une remontée spectaculaire et dépasse Russell au soixante-septième tour pour se classer cinquième devant son compatriote. Ricciardo, remis de sa fracture à la main, obtient le meilleur résultat de la saison d'AlphaTauri en se battant jusqu'au bout pour obtenir la septième place. Piastri apporte quatre points supplémentaires à McLaren en se classant huitième ; Albon et Ocon prennent les points restants.  
Au classement du championnat du monde, Verstappen continue de faire tourner le compteur de son record de points sur une saison en atteignant 491 unités. Pérez, dont la place de dauphin n'est toujours pas assurée, reste bloqué à 240 points et voit Hamilton se rapprocher (220 points). Sainz (183 points) ravit à Alonso le quatrième rang, à égalité de points ; ils sont suivis par Norris (169 points) qui n'a que trois unités d'avance sur Leclerc (166 points). Au huitième rang, Russell (151 points) navigue loin devant Piastri (87 points) et Gasly (56 points). Chez les constructeurs, si le champion Red Bull Racing totalise 731 points, Mercedes (371 points) n'est pas à l'abri d'un retour de Ferrari (349 points). McLaren (256 points), quatrième, devance de vingt points Aston Martin (236 points) ; suivent Alpine (101 points), Williams (28 points), AlphaTauri (16 points) qui gagne deux places, Alfa Romeo (16 points) et Haas (12 points), désormais dernier du classement.

### Grand Prix de São Paulo
Il s'agit cette année du sixième et dernier weekend de Grand Prix comprenant l'organisation d'une course sprint le samedi.
Les pilotes disposent de moins six minutes pour disputer la troisième phase des qualifications, avant que des nuages noirs ne recouvrent le circuit puis que s'abatte un véritable déluge. Au jeu de l'unique tentative, Max Verstappen et Charles Leclerc sont les premiers à tirer leur épingle du jeu en se montrant surpris d'occuper la première ligne sans avoir eu l'impression de réussir le tour idéal. Il s'agit de la onzième pole position de la saison pour le triple champion du monde néerlandais et de la trente-et-unième de sa carrière. Ces conditions particulières permettent aux Aston Martin de briller, avec le troisième temps de Lance Stroll accompagné en deuxième ligne par Fernando Alonso. Lewis Hamilton part cinquième devant Lando Norris, suivis de Carlos Sainz Jr. et de George Russell ; Sergio Pérez et Oscar Piastri sont en cinquième ligne.  
Auteur du meilleur temps de la troisième phase du shootout, Norris part premier du sprint du samedi mais un freinage tardif à l'intérieur du premier virage permet à Verstappen de prendre la tête et de remporter la course, vingt-quatre tours plus tard. Le pilote Red Bull gagne son quatrième sprint sur les six inscrits au calendrier. Derrière lui, la bagarre pour les meilleures places est intense : Norris récupère la deuxième position après l'avoir perdue au profit des Mercedes, de même pour Pérez, troisième. Russell, deuxième en début de course, rétrograde au quatrième rang tandis que Leclerc et Tsunoda dépassent Hamilton en fin de course pour prendre les cinquième et sixième places, lui laissant la septième. Sainz, huitième, prend le dernier point, au prix d'une haute lutte face à Ricciardo, Piastri, Alonso et Stroll.
Max Verstappen remporte le Grand Prix de São Paulo, légèrement inquiété par Norris durant huit tours, avant de prendre le large pour gagner pour la cinquante-deuxième fois. Alors que la saison n'est pas encore achevée, il accumule les records avec 17 victoires en 20 courses (85 % de réussite), 922 tours et 4 459 kilomètres en tête ainsi que 19 podiums et plus de 500 points, total supérieur à celui de Mercedes dauphin de Red Bull au classement constructeurs ; statistiquement parlant, jamais un pilote n'a autant dominé la concurrence en Formule 1. Auteur d'une course très solide, Norris termine à huit secondes du vainqueur alors qu'Alonso monte sur la troisième marche du podium.
La deuxième place sur la grille reste vide au départ puisque, lors du tour de chauffe, Leclerc, victime d'un problème hydraulique affectant sa SF-23, part en tête-à-queue et percute le mur du sixième virage. Derrière Verstappen, qui passe le premier virage en tête, Norris prend le meilleur sur Hamilton, Stroll et Alonso et s'installe en seconde position. Dans le peloton, Albon et Magnussen s'accrochent en pleine accélération et font de Piastri et de Ricciardo des victimes collatérales ; le drapeau rouge est brandi pour permettre l'évacuation des épaves. Pour le deuxième départ, l'ordre est le suivant : Verstappen, Norris, Hamilton, Alonso, Stroll, Russell, Pérez, Sainz, Ocon et Tsunoda ; Piastri et de Ricciardo s'élancent de la voie des stands au volant de monoplaces réparées. Au quatrième tour, Alonso dépasse Hamilton et prend la troisième place, Russell et Pérez font de même sur Stroll et Gasly double Ocon et Tsunoda. 
Verstappen et Norris, qui s'échangent les records du tour, sont si proches qu'au huitième tour, avec l'aide de son aileron arrière mobile au premier virage puis au bout de la ligne droite opposée, le Britannique se porte à la hauteur de la Red Bull ; il ne parvient toutefois pas à le dépasser et n'aura plus d'autre chance. Dès la vingt-septième boucle, et au gré des différents arrêts au stand (deux pour les leaders), Pérez chasse Alonso pour le gain de la troisième place alors qu'Hamilton, dont la W14 manque de vitesse de pointe dans les longues lignes droites, rétrograde progressivement et se fait dépasser par Stroll, Sainz puis Gasly. Russell abandonne après 57 boucles à cause d'une surchauffe moteur. Dans le soixante-dixième et avant-dernier tour, Pérez dépasse Alonso à l'intérieur du premier virage mais l'Espagnol, à l'aide du DRS et au prix d'une manœuvre musclée, reprend l'avantage dans le quatrième virage du dernier tour ; dans la ligne droite finale, Pérez déboîte et tente de se porter à sa hauteur mais reste battu de 53 millièmes de seconde sur la ligne d'arrivée. Stroll confirme l'embellie d'Aston Martin en prenant la cinquième place devant Sainz qui n'a jamais été en mesure de lutter pour le podium. Au volant de son A523, Gasly se classe septième devant Hamilton qui doit même résister au retour de Tsunoda ; Ocon, sur la seconde Alpine, prend le dernier point en jeu. 
Au classement du championnat du monde, derrière Verstappen (524 points), son coéquipier Pérez (258 points) n'est pas encore assuré du rang de dauphin face à Hamilton (226 points). Alonso (198 points) et Norris (195 points) délogent Sainz (192 points) de la quatrième place. Avec 170 points, Leclerc reste septième devant Russell (156 points). Plus loin, Piastri (87 points) est huitième devant Stroll (63 points), Gasly (62 points) et Ocon (46 points). Chez les constructeurs, l'écurie championne Red Bull Racing établit un nouveau record avec 782 points ; derrière elle, la deuxième place reste disputée par Mercedes (382 points) et Ferrari (362 points). Au quatrième rang, McLaren (282 points) n'est pas débarrassé de la menace Aston Martin (262 points) ; suivent Alpine (101 points), Williams (28 points), AlphaTauri qui progresse (21 points), Alfa Romeo (16 points) et Haas (12 points).

### Grand Prix de Las Vegas
Charles Leclerc inaugure le Las Vegas Strip Circuit par une pole position, sa cinquième de la saison, après avoir dominé les trois phases des qualifications. Pour le vingt-troisième départ en tête de sa carrière, il aurait dû partir aux côtés de son coéquipier Carlos Sainz Jr. (seulement battu de 44 millièmes de seconde) mais ce dernier, malgré une demande de dérogation de Ferrari auprès de la FIA, est pénalisé d'un recul de dix places en raison de la réparation de sa SF-23 sévèrement endommagée par son passage à 300 km/h sur une plaque d'égout descellée, lors de la première séance d'essais libres. Max Verstappen, à trois dixièmes de seconde, hérite donc d'une place en première ligne. Alors que Lewis Hamilton échoue en Q2, son coéquipier George Russell, quatrième, s'élance devant Pierre Gasly sur la deuxième ligne. Les Williams tirent partie de leur vitesse de pointe dans les longues lignes droite et permettent à Alexander Albon et Logan Sargeant d'occuper la troisième ligne, l'Américain obtenant son meilleur résultat depuis ses débuts. Valtteri Bottas et Kevin Magnussen, dont les monoplaces sont propulsées par un moteur Ferrari, sont en quatrième ligne, devant Fernando Alonso et Lewis Hamilton.
Max Verstappen célèbre sa victoire en entonnant le tube Viva Las Vegas dans son tour d'honneur, après avoir eu raison de Charles Leclerc et malgré une pénalité de cinq secondes. Il remporte sa troisième course en Amérique de l'année en améliorant ses records de victoires (18), de podiums (20), de tours et kilomètres en tête dans une saison et du pourcentage de victoires (85,71 %).
Si Verstappen prend la tête dès le premier virage, il emmène Leclerc hors de la piste, ce qui lui vaut une pénalité de cinq secondes à purger lors de son arrêt au stand. Il ne parvient pas à creuser l'écart sur le pilote Ferrari, performant avec ses pneus medium. Au bout de quinze tours, le Monégasque dépasse même la Red Bull, qui plonge juste après dans les stands pour chausser des gommes dures. Arrêt et pénalité effectués, Verstappen reprend la piste dixième. Au départ, Fernando Alonso, parti en tête-à-queue, sème le chaos dans le peloton ; Sergio Pérez, une de ses victimes, doit passer au stand et repart dernier ; il est toutefois déjà deuxième, derrière Leclerc, après seulement dix-huit tours. Lance Stroll et Esteban Ocon ont tiré parti de l'incident en gagnant de nombreuses places. Dans le second tour, Lando Norris talonne sur une bosse et pulvérise sa McLaren dans les protections du virage no 11, entraînant la sortie de la voiture de sécurité. 
Pérez prend la tête de la course quand Leclerc s'arrête pour chausser des pneus durs au vingt-et-unième tour. Alors que Verstappen attaque Russell pour le gain de la quatrième place dans le virage no 14, il est percuté par le pilote Mercedes qui écope de cinq secondes de pénalité. Des débris de carbone jonchent la piste, ce qui provoque la sortie de la voiture de sécurité dans la vingt-sixième boucle et offre un « arrêt gratuit » aux deux Red Bull, ce qui compromet les chances de victoire de Leclerc désormais en tête de la course. Avec ses gommes fraiches, Pérez le dépasse au trente-deuxième tour mais, trois boucles plus tard au prix d'un freinage tardif, Leclerc le repasse. Verstappen les double tous deux coup sur coup et s'installe définitivement aux commandes de l'épreuve après trente-sept tours. À sept tours de l'arrivée, Leclerc bloque les roues au virage no 12, ce dont profite Pérez pour reprendre l'avantage. Verstappen, hors de portée, se voit intimer par son stand de ralentir légèrement dans les derniers tours pour offrir l'aspiration à Pérez qui doit défendre sa deuxième position. Toutefois Leclerc, qui bénéficie de son aileron arrière mobile, effectue un freinage tardif dans l'avant-dernier virage de la course, double Pérez par l'intérieur et termine deuxième sous le drapeau à damier. La troisième marche du podium suffit au Mexicain pour devenir vice-champion du monde.  
Ocon et Stroll qui ont profité des opportunités du premier tour, terminent quatrième et cinquième. Sainz, également parti en tête-à-queue dans le premier tour, se classe sixième après être patiemment remonté. Hamilton a dû surmonter de nombreuses péripéties, dont une remontée depuis la dernière place après une crevaison, lors d'un accrochage avec Oscar Piastri, au dix-huitième tour ; il se classe septième. Russell, qui passe la ligne d'arrivée en quatrième position, rétrograde à la huitième place à cause de sa pénalité. Alonso finit neuvième devant Piastri qui prend le point de la dixième place et double son capital en réalisant le meilleur tour en course. 
Au championnat du monde, derrière les 549 points de Verstappen, Pérez (273 points) est désormais vice-champion du monde, ce qui permet à Red Bull Racing d'obtenir son premier doublé. Hamilton (232 points) est assuré de sa troisième place, alors que la quatrième se jouera entre Alonso, Sainz (200 points chacun), Norris (195 points) et Leclerc, septième avec 188 points. Suivent Russell (160 points), Piastri (89 points) et Stroll dixième (72 points) devant les pilotes Alpine, Gasly (62 points) et Ocon (58 points). Chez les constructeurs, Red Bull Racing porte son record à 822 points alors que le second Mercedes (392 points) n'a que quatre points d'avance sur Ferrari (388 points). McLaren, quatrième avec 284 points n'a pas non plus beaucoup de marge avant l'épreuve finale pour conserver la quatrième place face à Aston Martin (273 points) ; suivent Alpine (120 points), Williams (28 points), AlphaTauri (21 points), Alfa Romeo (16 points) et Haas (12 points).

### Grand Prix d'Abou Dabi
Après avoir réglé des problèmes de rebonds (au point de qualifier sa RB19 de « Kangourou ») lors des essais libres, Max Verstappen domine aisément les trois phases des qualifications et obtient la dernière pole position de la saison, qui est sa douzième cette année et la trente-deuxième de sa carrière pour égaler le total de Nigel Mansell. A la limite de l'élimination en Q1 et Q2 et relégué loin lors de sa première tentative en Q3 en raison de ses montures usées, Charles Lelerc trouve de la performance avec des gommes tendres neuves, et se poste en première ligne à 139 millièmes du n°1 mondial. Pour ce qui concerne le principal intérêt à 14 millions de dollars (la différence de dotation entre une deuxième et une troisième place au championnat constructeurs)  de cette manche finale du championnat 2023, Ferrari compte sur Leclerc et Mercedes sur George Russell, quatrième temps, en deuxième ligne derrière Oscar Piastri.  Quatre points séparent les deux écuries qui déplorent chacune, l'élimination de Carlos Sainz en Q1 (il part seizième)  et celle de Lewis Hamilton en Q2 (il s'élance onzième). Devant le septuple champion du monde, il y a sur la troisième ligne Lando Norris et Yuki Tsunoda sixième temps, sur la quatrième Fernando Alonso et Nico Hülkenberg, et sur la cinquième Sergio Pérez (privé de son meilleur chrono en Q3 pour dépassement des limites de la piste) et Pierre Gasly.
Puisque sa saison est statistiquement la meilleure de l'histoire de la Formule 1, Max Verstappen qui s'impose facilement au terme des 58 tours de course (avec en prime le onzième Hat trick de sa carrière), établit un record supplémentaire : la dernière boucle menée était sa 1003e cette année, il est le premier pilote à dépasser cette marque à quatre chiffres. A peine inquiété sur les premiers virages par Charles Leclerc, le triple champion du monde le devance finalement de plus de 17 secondes, l'écart moyen habituel entre lui et les autres en 2023. Avec désormais 54 victoires au compteur, il s'installe au troisième rang des pilotes les plus victorieux. Le match entre Mercedes et Ferrari pour la deuxième place du championnat est finalement gagné par l'écurie de Toto Wolff pour trois points d'écart, et malgré les efforts de Leclerc face à George Russell qui monte sur la troisième marche du podium. 
Tout l'intérêt de cette manche finale reposant sur l'incertitude concernant l'écurie dauphine de Red Bull au championnat constructeurs, les espoirs de Ferrari et de Mercedes reposent sur Leclerc et Russell, et chacun va s'appliquer à rendre la meilleure partition possible. Alors que Sergio Pérez, parti neuvième, s'est accroché avec Lando Norris lors de sa remontée, écopant d'une sévère sanction de cinq secondes de pénalité, Leclerc va faire tout son possible pour que le Mexicain s'intercale entre lui et Russell, afin d'offrir la deuxième place à son écurie. Tout d'abord en ralentissant au possible la Mercedes n°63 afin de permettre à Pérez de remonter sur elle. Puis, quand il l'a dépassée dans les derniers tours, Leclerc décide de céder sa deuxième place à Perez pour, espère-til, que ce dernier creuse un écart de plus de cinq secondes sur Russell. Mais c'est peine perdue. Russell finit à quatre secondes et accomplit sa mission, laquelle était aussi de devancer les McLaren : Norris finit cinquième et Piastri sixième, derrière Pérez qui rétrograde au quatrième rang. Alonso se classe septième en tirant le meilleur parti de son Aston Martin poussive, et les points marqués lui permettent d'achever le championnat au 4e rang devant Leclerc. Derrière Alonso, au huitième rang, se trouve le « pilote du jour », Yuki Tsunoda qui mène la course entre le 18e et le 22e tour soit cinq boucles ; il n'est que le deuxième pilote japonais à rouler en tête après Takuma Sato (deux tours au GP d'Europe 2004), et il réussit à tenir en respect Lewis Hamilton en fin de course. Le septuple champion du monde finit péniblement neuvième et apporte sa contribution à Mercedes pour la place de dauphin au championnat. Le point restant revient à Lance Stroll qui marque pour la quatrième fois sur les cinq dernières courses.   
Au championnat pilotes, si les jeux étaient déjà faits pour le trio de tête, Verstappen (575 points), Pérez (la moitié de moins, 285 points) et Hamilton (234 points), tout restait ouvert pour la quatrième place. Celle-ci revient finalement à Alonso, a égalité de points avec Leclerc (206 points) mais comptant plus de podiums (7 à 6). Le bond au classement du pilote monégasque lui permet de finir devant Norris (205 points) et Sainz (200 points).  Au huitième rang, Russell (175 points) qui n'a obtenu à Abu Dabi que son deuxième podium de la saison, devance Piastri (97 points pour sa première saison en F1), Stroll (74 points), Gasly (62 points) et Ocon (58 points). Chez les constructeurs, Red Bull atteint le total record de 860 points, alors que son dauphin Mercedes a moins de points (409) que le seul Max Verstappen. Ferrari termine troisième (406 points) loin devant Mclaren (302 points) et Aston Martin (280 points).  Alpine finit au sixième rang (120 points), suivie par Williams (28 points), AlphaTauri (25 points), Alfa Roméo (16 points) et Haas (12 points).

## Classements saison 2023

### Attribution des points
| Position             | 1er | 2e | 3e | 4e | 5e | 6e | 7e | 8e | 9e | 10e | MT  |
| Points en Grand Prix | 25  | 18 | 15 | 12 | 10 | 8  | 6  | 4  | 2  | 1   | + 1 |
| Points en Sprint     | 8   | 7  | 6  | 5  | 4  | 3  | 2  | 1  |    |     |     |

### Pilotes
| Pos.     | Pilotes          | BAH  | KSA  | AUS  | AZE  | MIA | MON  | ESP | CAN  | AUT    | GB   | HON  | BEL    | PB    | ITA   | SGP   | JPN   | QAT    | USA    | MEX  | SÃP    | LAV  | EAU | Points |
| -------- | ---------------- | ---- | ---- | ---- | ---- | --- | ---- | --- | ---- | ------ | ---- | ---- | ------ | ----- | ----- | ----- | ----- | ------ | ------ | ---- | ------ | ---- | --- | ------ |
| Champion | Max Verstappen   | 25   | 19   | 25   | 18+6 | 26  | 25   | 26  | 25   | 26+8   | 26   | 26   | 25+8   | 25    | 25    | 10    | 26    | 26+7   | 25+8   | 25   | 25+8   | 25   | 26  | 575    |
| 2        | Sergio Pérez     | 18   | 25   | 11   | 25+8 | 18  | 0    | 12  | 9    | 15+7   | 8    | 15   | 18     | 12    | 18    | 4     | Abd.  | 1      | 12+4   | Abd. | 12+6   | 15   | 12  | 285    |
| 3        | Lewis Hamilton   | 10   | 10   | 18   | 8+2  | 8   | 13   | 18  | 15   | 4      | 15   | 12   | 13+2   | 8     | 8     | 16    | 10    | Abd.+4 | Dsq.+7 | 19   | 4+2    | 6    | 2   | 234    |
| 4        | Fernando Alonso  | 15   | 15   | 15   | 12+3 | 15  | 18   | 6   | 18   | 10+4   | 6    | 2    | 10     | 19    | 2     | 0     | 4     | 8+1    | Abd.   | Abd. | 15     | 2    | 6   | 206    |
| 5        | Charles Leclerc  | Abd. | 6    | Abd. | 15+7 | 6   | 8    | 0   | 12   | 18     | 2    | 6    | 15+4   | Abd.  | 12    | 12    | 12    | 10     | Dsq.+6 | 15   | Np.+4  | 18   | 18  | 206    |
| 6        | Lando Norris     | 0    | 0    | 8    | 2    | 0   | 2    | 0   | 0    | 12     | 18   | 18   | 6+3    | 6     | 4     | 18    | 18    | 15+6   | 18+5   | 10   | 19+7   | Abd. | 10  | 205    |
| 7        | Carlos Sainz Jr. | 12   | 8    | 0    | 10+4 | 10  | 4    | 10  | 10   | 8+6    | 1    | 4    | Abd.+5 | 10    | 15    | 25    | 8     | Np.+3  | 15+3   | 12   | 8+1    | 8    | 0   | 200    |
| 8        | George Russell   | 6    | 12   | Abd. | 5+5  | 12  | 10   | 15  | Abd. | 6+1    | 10   | 8    | 8+1    | 0     | 10    | 0*    | 6     | 12+5   | 10+1   | 8    | Abd.+5 | 4    | 15  | 175    |
| 9        | Oscar Piastri    | Abd. | 0    | 4    | 0    | 0   | 1    | 0   | 0    | 0      | 12   | 10   | Abd.+7 | 2     | 0     | 6     | 15    | 18+8   | Abd.   | 4    | 0      | 2    | 8   | 97     |
| 10       | Lance Stroll     | 8    | Abd. | 12   | 6+1  | 0   | Abd. | 8   | 2    | 2+5    | 0    | 1    | 2      | 0     | 0     | Forf. | Abd.  | 0      | 6      | 0*   | 10     | 10   | 1   | 74     |
| 11       | Pierre Gasly     | 2    | 2    | 0*   | 0    | 4   | 6    | 1   | 0    | 1      | 0*   | Abd. | 0+6    | 15    | 0     | 8     | 1     | 0      | 8+2    | 0    | 6      | 0    | 0   | 62     |
| 12       | Esteban Ocon     | Abd. | 4    | 0*   | 0    | 2   | 15   | 4   | 4    | 0+2    | Abd. | Abd. | 4      | 1     | Abd.  | Abd.  | 2     | 6      | Abd.   | 1    | 1      | 12   | 0   | 58     |
| 13       | Alexander Albon  | 1    | Abd. | Abd. | 0    | 0   | 0    | 0   | 6    | 0      | 4    | 0    | 0      | 4     | 6     | 0     | Abd.  | 0+2    | 2      | 2    | Abd.   | 0    | 0   | 27     |
| 14       | Yuki Tsunoda     | 0    | 0    | 1    | 1    | 0   | 0    | 0   | 0    | 0      | 0    | 0    | 1      | 0     | Np.   | Abd.  | 0     | 0      | 5      | 0    | 2+3    | Abd. | 4   | 17     |
| 15       | Valtteri Bottas  | 4    | 0    | 0    | 0    | 0   | 0    | 0   | 1    | 0      | 0    | 0    | 0      | 0     | 1     | Abd.  | Abd.  | 4      | 0      | 0    | Abd.   | 0    | 0   | 10     |
| 16       | Nico Hülkenberg  | 0    | 0    | 6    | 0    | 0   | 0    | 0   | 0    | Abd.+3 | 0    | 0    | 0      | 0     | 0     | 0     | 0     | 0      | 0      | 0    | 0      | Abd. | 0   | 9      |
| 17       | Daniel Ricciardo |      |      |      |      |     |      |     |      |        |      | 0    | 0      | Forf. | Forf. | Forf. | Forf. | Forf.  | 0      | 6    | 0      | 0    | 0   | 6      |
| 18       | Zhou Guanyu      | 0    | 0    | 2    | Abd. | 0   | 0    | 2   | 0    | 0      | 0    | 0    | 0      | Abd.  | 0     | 0     | 0     | 2      | 0      | 0    | Abd.   | 0    | 0   | 6      |
| 19       | Kevin Magnussen  | 0    | 1    | 0*   | 0    | 1   | 0*   | 0   | 0    | 0      | Abd. | 0    | 0      | 0     | 0     | 1     | 0     | 0      | 0      | Abd. | Abd.   | 0    | 0   | 3      |
| 20       | Liam Lawson      |      |      |      |      |     |      |     |      |        |      |      |        | 0     | 0     | 2     | 0     | 0      |        |      |        |      |     | 2      |
| 21       | Logan Sargeant   | 0    | 0    | 0*   | 0    | 0   | 0    | 0   | Abd. | 0      | 0    | 0*   | 0      | Abd.  | 0     | 0     | Abd.  | Abd.   | 1      | 0    | 0      | 0    | 0   | 1      |
| 22       | Nyck de Vries    | 0    | 0    | 0*   | Abd. | 0   | 0    | 0   | 0    | 0      | 0    |      |        |       |       |       |       |        |        |      |        |      |     | 0      |

### Constructeurs
| Pos.     | Constructeurs          | Pilotes | BAH  | KSA  | AUS  | AZE  | MIA | MON  | ESP | CAN  | AUT    | GB   | HON  | BEL    | PB    | ITA   | SGP   | JPN   | QAT    | USA    | MEX  | SÃP    | LAV  | EAU | Points |
| -------- | ---------------------- | ------- | ---- | ---- | ---- | ---- | --- | ---- | --- | ---- | ------ | ---- | ---- | ------ | ----- | ----- | ----- | ----- | ------ | ------ | ---- | ------ | ---- | --- | ------ |
| Champion | Red Bull- Honda RBPT   | VER     | 25   | 19   | 25   | 18+6 | 26  | 25   | 26  | 25   | 26+8   | 26   | 26   | 25+8   | 25    | 25    | 10    | 26    | 26+7   | 25+8   | 25   | 25+8   | 25   | 26  | 860    |
| Champion | Red Bull- Honda RBPT   | PER     | 18   | 25   | 11   | 25+8 | 18  | 0    | 12  | 9    | 15+7   | 8    | 15   | 18     | 12    | 18    | 4     | Abd.  | 1      | 12+4   | Abd. | 12+6   | 15   | 12  | 860    |
| 2        | Mercedes               | HAM     | 10   | 10   | 18   | 8+2  | 8   | 13   | 18  | 15   | 4      | 15   | 12   | 13+2   | 8     | 8     | 16    | 10    | Abd.+4 | Dsq.+7 | 19   | 4+2    | 6    | 2   | 409    |
| 2        | Mercedes               | RUS     | 6    | 12   | Abd. | 5+5  | 12  | 10   | 15  | Abd. | 6+1    | 10   | 8    | 8+1    | 0     | 10    | 0*    | 6     | 12+5   | 10+1   | 8    | Abd.+5 | 4    | 15  | 409    |
| 3        | Ferrari                | LEC     | Abd. | 6    | Abd. | 15+7 | 6   | 8    | 0   | 12   | 18     | 2    | 6    | 15+4   | Abd.  | 12    | 12    | 12    | 10     | Dsq.+6 | 15   | Np.+4  | 18   | 18  | 406    |
| 3        | Ferrari                | SAI     | 12   | 8    | 0    | 10+4 | 10  | 4    | 10  | 10   | 8+6    | 1    | 4    | Abd.+5 | 10    | 15    | 25    | 8     | Np.+3  | 15+3   | 12   | 8+1    | 8    | 0   | 406    |
| 4        | McLaren- Mercedes      | NOR     | 0    | 0    | 8    | 2    | 0   | 2    | 0   | 0    | 12     | 18   | 18   | 6+3    | 6     | 4     | 18    | 18    | 15+6   | 18+5   | 10   | 19+7   | Abd. | 10  | 302    |
| 4        | McLaren- Mercedes      | PIA     | Abd. | 0    | 4    | 0    | 0   | 1    | 0   | 0    | 0      | 12   | 10   | Abd.+7 | 2     | 0     | 6     | 15    | 18+8   | Abd.   | 4    | 0      | 2    | 8   | 302    |
| 5        | Aston Martin- Mercedes | ALO     | 15   | 15   | 15   | 12+3 | 15  | 18   | 6   | 18   | 10+4   | 6    | 2    | 10     | 19    | 2     | 0     | 4     | 8+1    | Abd.   | Abd. | 15     | 2    | 6   | 280    |
| 5        | Aston Martin- Mercedes | STR     | 8    | Abd. | 12   | 6+1  | 0   | Abd. | 8   | 2    | 2+5    | 0    | 1    | 2      | 0     | 0     | Forf. | Abd.  | 0      | 6      | 0*   | 10     | 10   | 1   | 280    |
| 6        | Alpine- Renault        | GAS     | 2    | 2    | 0*   | 0    | 4   | 6    | 1   | 0    | 1      | 0*   | Abd. | 0+6    | 15    | 0     | 8     | 1     | 0      | 8+2    | 0    | 6      | 0    | 0   | 120    |
| 6        | Alpine- Renault        | OCO     | Abd. | 4    | 0*   | 0    | 2   | 15   | 4   | 4    | 0+2    | Abd. | Abd. | 4      | 1     | Abd.  | Abd.  | 2     | 6      | Abd.   | 1    | 1      | 12   | 0   | 120    |
| 7        | Williams- Mercedes     | SAR     | 0    | 0    | 0*   | 0    | 0   | 0    | 0   | Abd. | 0      | 0    | 0*   | 0      | Abd.  | 0     | 0     | Abd.  | Abd.   | 1      | 0    | 0      | 0    | 0   | 28     |
| 7        | Williams- Mercedes     | ALB     | 1    | Abd. | Abd. | 0    | 0   | 0    | 0   | 6    | 0      | 4    | 0    | 0      | 4     | 6     | 0     | Abd.  | 0+2    | 2      | 2    | Abd.   | 0    | 0   | 28     |
| 8        | AlphaTauri- Honda RBPT | DEV     | 0    | 0    | 0*   | Abd. | 0   | 0    | 0   | 0    | 0      | 0    |      |        |       |       |       |       |        |        |      |        |      |     | 25     |
| 8        | AlphaTauri- Honda RBPT | RIC     |      |      |      |      |     |      |     |      |        |      | 0    | 0      | Forf. | Forf. | Forf. | Forf. | Forf.  | 0      | 6    | 0      | 0    | 0   | 25     |
| 8        | AlphaTauri- Honda RBPT | LAW     |      |      |      |      |     |      |     |      |        |      |      |        | 0     | 0     | 2     | 0     | 0      |        |      |        |      |     | 25     |
| 8        | AlphaTauri- Honda RBPT | TSU     | 0    | 0    | 1    | 1    | 0   | 0    | 0   | 0    | 0      | 0    | 0    | 1      | 0     | Np.   | Abd.  | 0     | 0      | 5      | 0    | 2+3    | Abd. | 4   | 25     |
| 9        | Alfa Romeo- Ferrari    | ZHO     | 0    | 0    | 2    | Abd. | 0   | 0    | 2   | 0    | 0      | 0    | 0    | 0      | Abd.  | 0     | 0     | 0     | 2      | 0      | 0    | Abd.   | 0    | 0   | 16     |
| 9        | Alfa Romeo- Ferrari    | BOT     | 4    | 0    | 0    | 0    | 0   | 0    | 0   | 1    | 0      | 0    | 0    | 0      | 0     | 1     | Abd.  | Abd.  | 4      | 0      | 0    | Abd.   | 0    | 0   | 16     |
| 10       | Haas- Ferrari          | MAG     | 0    | 1    | 0*   | 0    | 1   | 0*   | 0   | 0    | 0      | Abd. | 0    | 0      | 0     | 0     | 1     | 0     | 0      | 0      | Abd. | Abd.   | 0    | 0   | 12     |
| 10       | Haas- Ferrari          | HUL     | 0    | 0    | 6    | 0    | 0   | 0    | 0   | 0    | Abd.+3 | 0    | 0    | 0      | 0     | 0     | 0     | 0     | 0      | 0      | 0    | 0      | Abd. | 0   | 12     |